# Níger
Níger, oficialmente República del Níger (en hausa: Jamhuriyar Nijar), es un país sin litoral de África Occidental. Limita al sur con Nigeria y Benín, al oeste con Burkina Faso y Malí, al norte con Argelia y Libia, y al este con Chad. Sus zonas septentrional y central se encuentra en las áreas desérticas del Sahara y el Sahel.
Níger fue una colonia del África Occidental Francesa, que accedió a la independencia en 1960. Su economía es considerada por algunas fuentes como una de las más desfavorecidas de África y se estima que aproximadamente dos tercios de su población viven bajo el umbral de la pobreza. Así, su índice de desarrollo humano en 2016 fue de 0,353 y ocupando el puesto 187, lo convierte en el cuarto país más pobre del mundo. Su democracia es inestable y ha sufrido varios golpes de Estado en las últimas décadas, el último el 26 de julio de 2023, cuando se depuso al presidente Mohamed Bazoum tras 2 años en el poder por parte de las Fuerzas Armadas al mando del nuevo jefe de Estado de la República, Abdourahamane Tchiani, quien también se autoproclamó presidente del Consejo Nacional para la Salvaguardia de la Patria.
Tiene una superficie de 1 267 000 km², y una población de 18 045 729 habitantes (2015), mayoritariamente musulmana, que se concentra en la franja meridional, en particular en la región suroccidental a orillas del río Níger. Está dividido en siete departamentos y el distrito de su ciudad capital, Niamey. Es un país rico en minerales, entre los que se destaca el uranio, un producto valioso cuyo precio sin embargo registra fuertes fluctuaciones. Sin embargo, apenas el 3,9% de su territorio es apto para la agricultura, lo que sumado a las sequías y a la desertificación de su territorio, lo hace vulnerable a las hambrunas. El gobierno asimismo ha iniciado la exploración y los proyectos de explotación de yacimientos de oro y de petróleo.

## Historia

### Prehistoria

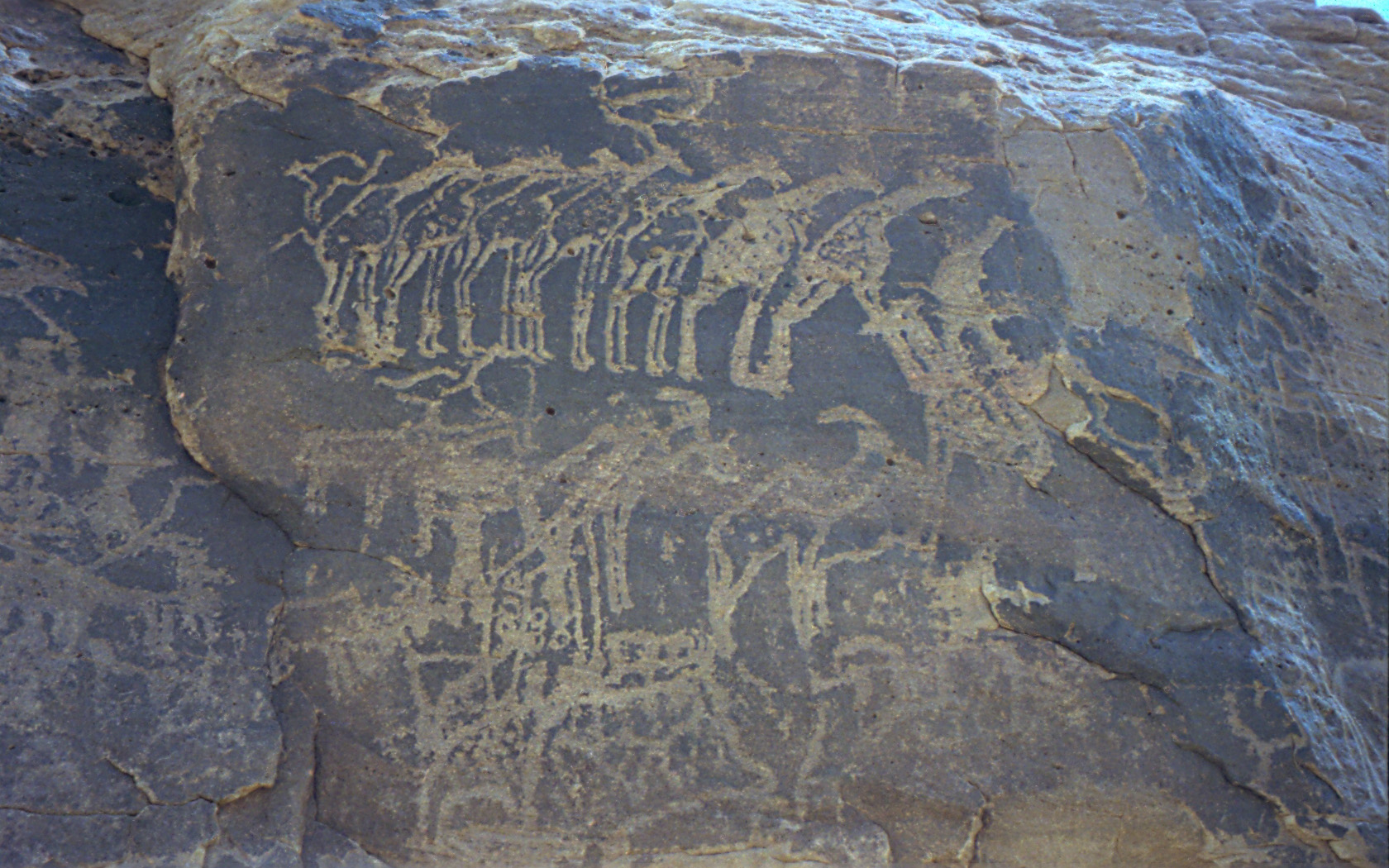
Vestigios de arte rupestre cerca de Tiguidit.

El territorio nigerino ha estado habitado por homínidos desde hace más de noventa milenios, según la evidencia arqueológica encontrada. La evidencia botánica, climática y geológica indica que en esos tiempos el proceso de desertificación de toda la región norte del país aún no había comenzado, o era incipiente.
Grupos que vivían del pastoreo dejaron pinturas rupestres de una abundante vida silvestre, animales domésticos y carretas, así como una compleja cultura que se remonta por lo menos al X milenio a. C., que se destacó por sus obras en cerámica, así como por su técnica en el desarrollo de arcos y flechas. De ese periodo quedan asimismo huellas de una activa hidrografía, cuando durante el Neolítico el clima se hizo clemente, y el río Níger y el lago Chad registraron sus máximos niveles.
Aunque hace seis mil años las regiones septentrionales situadas en el Sahara seguían siendo fértiles, el desierto ya había avanzado notablemente en el actual Níger hacia el siglo XXV a. C.

### Influencia islámica

Extensión del Imperio songhay (ss. -).

Desde principios del siglo XII, los tuareg construyeron grandes federaciones, que expandieron su influencia hacia el sur, en las montañas de Air, desplazando a sus antiguos habitantes hacia territorios aún más meridionales. En su momento de mayor poderío, esta entidad controló el actual Níger y ejercía un gran peso en la zona septentrional de Nigeria.
El Imperio songhay se expandió en el actual Níger desde principios del siglo XIV, controlando hasta Agadez antes de su colapso en 1591, entidad de la cual los pueblos zarma y songhai guardan trazas. Tras la caída algunas partes del Imperio y refugiados del actual Malí conformaron una serie de estados Songhai, de los cuales el reino dendi fue el más poderoso.
En el siglo XVII los fulani se desplazaron a la región oriental de Liptako. Los pequeños reinos Zarma y varios estados hausa, que llegaron en el siglo X y se convirtieron al islam en el XIV, chocaron la expansión fulani de Sokoto en el sur. En el siglo XVII controlaban las rutas comerciales entre el Mediterráneo y Ghana y Nigeria. La frontera con Nigeria Británica se basó en parte en la ruptura entre el califato Sokoto al sur, y la dinastía hausa reinante que había abandonado el norte. En el extremo oriental, en la cuenca del lago Chad, la expansión sucesiva de los imperios Imperio Kanem-Bornu difundió étnicamente a los Kanuri y a los Toubou hasta regiones tan occidentales como los oasis de Zinder y Kaouar del siglo X al XVII.

### Invasiones de los europeos
En el siglo XIX el contacto con Occidente comenzó mediante las exploraciones, en particular las del naturalista Mungo Park y el explorador alemán Heinrich Barth, al servicio del Imperio británico. De hecho, los poderes coloniales estaban interesados en conectar sus enclaves orientales y occidentales en el continente africano, por lo que la existencia de una fuente de agua como el lago Chad intensificó aún más el interés por la región.
Los británicos y los franceses se dividieron la región sobre el papel, fijando el límite más al norte de la frontera final, que fue extendida por el oficial Parfait-Louis Monteil en la década de 1890. Aunque los esfuerzos franceses por controlar la región comenzaron antes de 1900, varios grupos no fueron sometidos sino hasta 1922, cuando se consolidó la colonia.

### Invasión francesa

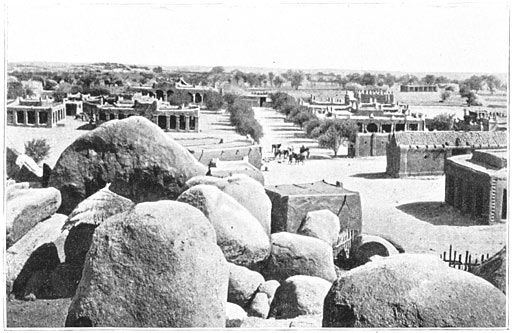
Vista de Zinder en 1906.

La colonización francesa se realizó a finales del siglo XIX. Las fuerzas coloniales encontraron más oposición de la que esperaban, lanzando la expedición punitiva Voulet-Chanoîne, arrasando el sur del país entre 1898 y 1899, dejando a su paso toda una serie de atrocidades. El límite definitivo entre las colonias francesas y británicas se fijó en 1904, el cual seguía el curso del río Níger, desde Tombuctú hasta el lago Chad.
Durante su dominio colonial, los franceses favorecieron a la etnia zarma así como a los practicantes de la religión musulmana, pues presentaba más concordancias con su sistema que las estructuras indígenas animistas. Algunas prácticas religiosas que fueron percibidas como amenazantes por la administración local fueron en efecto suprimidas.
Aunque las revueltas de los tuaregs continuaron, tras el sitio de Agadez en 1916 y 1917 los franceses controlaron la zona. A partir de entonces el actual territorio de Níger pasó a formar parte del África Occidental Francesa. La capital se encontraba en Dakar, Senegal, con un gobernador local en Niamey. En 1931 decenas de miles de personas murieron debido a una hambruna, que llevó a muchos otros habitantes a huir a Nigeria. Se calcula que entre el 20 y el 25% de la población de la región murió durante la hambruna de 1931. Tras un corto período de prosperidad, las condiciones alimentarias difíciles regresaron en 1937 y 1940.
Tras la Conferencia de Brazzaville de 1944, además de conceder la nacionalidad francesa a los habitantes de esos territorios, en 1946 la Constitución francesa promovió la descentralización. En 1956 el sistema colonial trató una vez más de adaptarse mediante la Ley de Reforma (Loi Cadre) del 23 de julio. Tras el establecimiento de la Quinta República Francesa en 1958, Níger pasó a ser un estado autónomo dentro de la Comunidad Francesa, cuando prefirió esa posibilidad a la independencia en un referendo que, sin embargo, despertó sospechas de fraude.

### Independencia

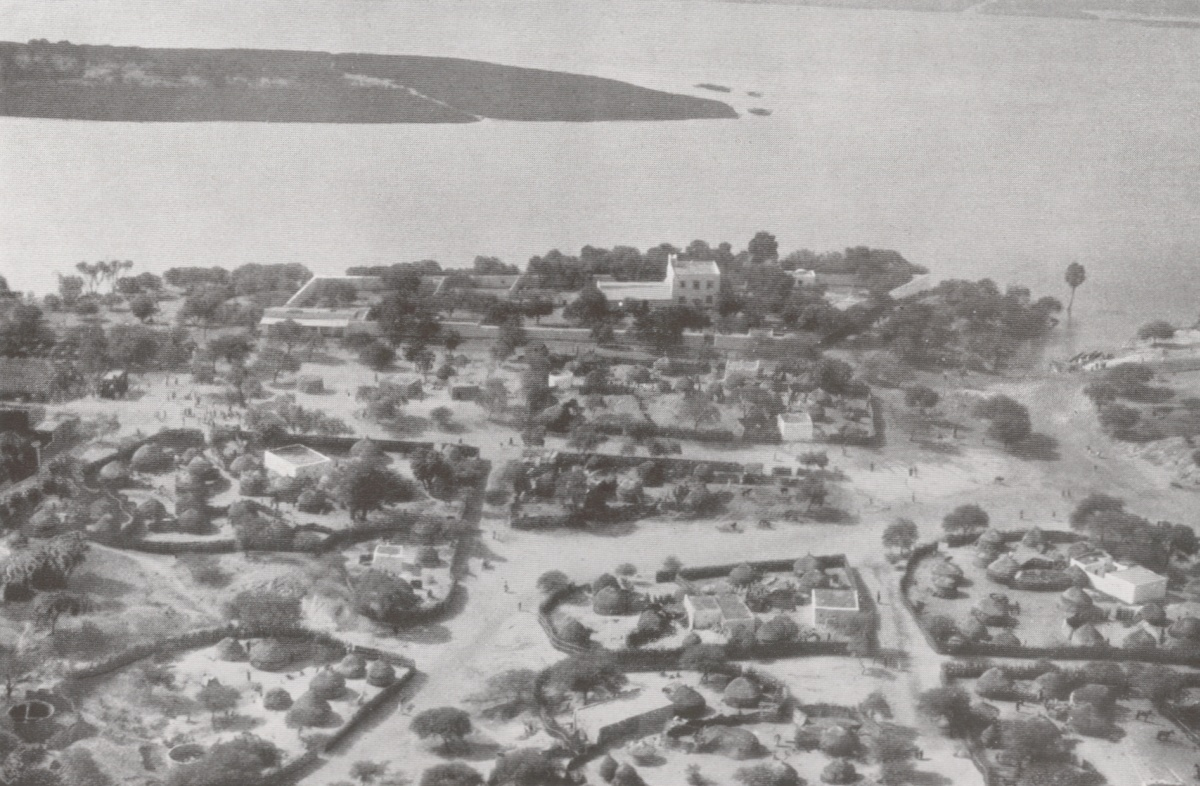
Vista de Niamey, la capital nigerina, durante el período colonial en 1930.

Dos años después el país obtuvo su independencia. El primer presidente fue Hamani Diori, que logró su reelección en las elecciones de 1965 y 1970. Con la ayuda de Francia comienza la explotación de las minas de uranio, al norte, cerca de la frontera con Argelia.
Sin embargo, las grandes sequías que se sucedieron a partir de 1968 y se intensificaron en la década de 1970 generaron un estado de inquietud social y de inestabilidad de gobierno, que condujeron a un primer golpe de Estado militar en 1974 dirigido por el coronel Seyni Kountché, que derrocó a Diori. Kountché sufrió a su vez varios intentos golpistas frustrados, pero también fue afortunado por los descubrimientos de uranio. La explotación del mineral, sin embargo, también acarreó una fuerte inflación.
Kountché falleció y fue reemplazado por su camarada Ali Seibou, que acrecentó su base de poder en la década de 1980. La principal preocupación de sus gobiernos fue desarrollar y diversificar la débil base económica y productiva del país, intentando desprenderse de la dependencia de uranio, entonces la única fuente de ingresos económicos por la exportación. Seibou constituyó el Movimiento Nacional para el Desarrollo Social (MNSD), que sería el único partido político legal. En 1983 se presentó una intensa sequía, a lo cual se sumó el desplome de los precios del uranio y a la concentración del poder político. A finales de la década de 1970 y el primer lustro de la década de 1980 se presentó una hambruna que según algunos cálculos se cobró la vida de 2 millones de personas.
Mientras se extendía la pobreza entre amplias capas de la sociedad nigerina y las sequías amenazaban generar hambrunas, el MNSD comenzó a solicitar préstamos al Fondo Monetario Internacional y al Banco Mundial. Esas entidades exigieron cambios estructurales macroeconómicos, entre ellos el congelamiento de los salarios de los empleados públicos durante dos años, o los impuestos a productos básicos de la canasta familiar, generando mayores niveles de pobreza.
Las organizaciones estudiantiles y obreras se opusieron mediante manifestaciones, huelgas y motines en todo el país, exigiendo una apertura política y el abandono del unipartidismo. En muchos casos hubo una respuesta gubernamental violenta.
Finalmente este país sufre con serias tasas de pobreza extrema.

### Década de 1990

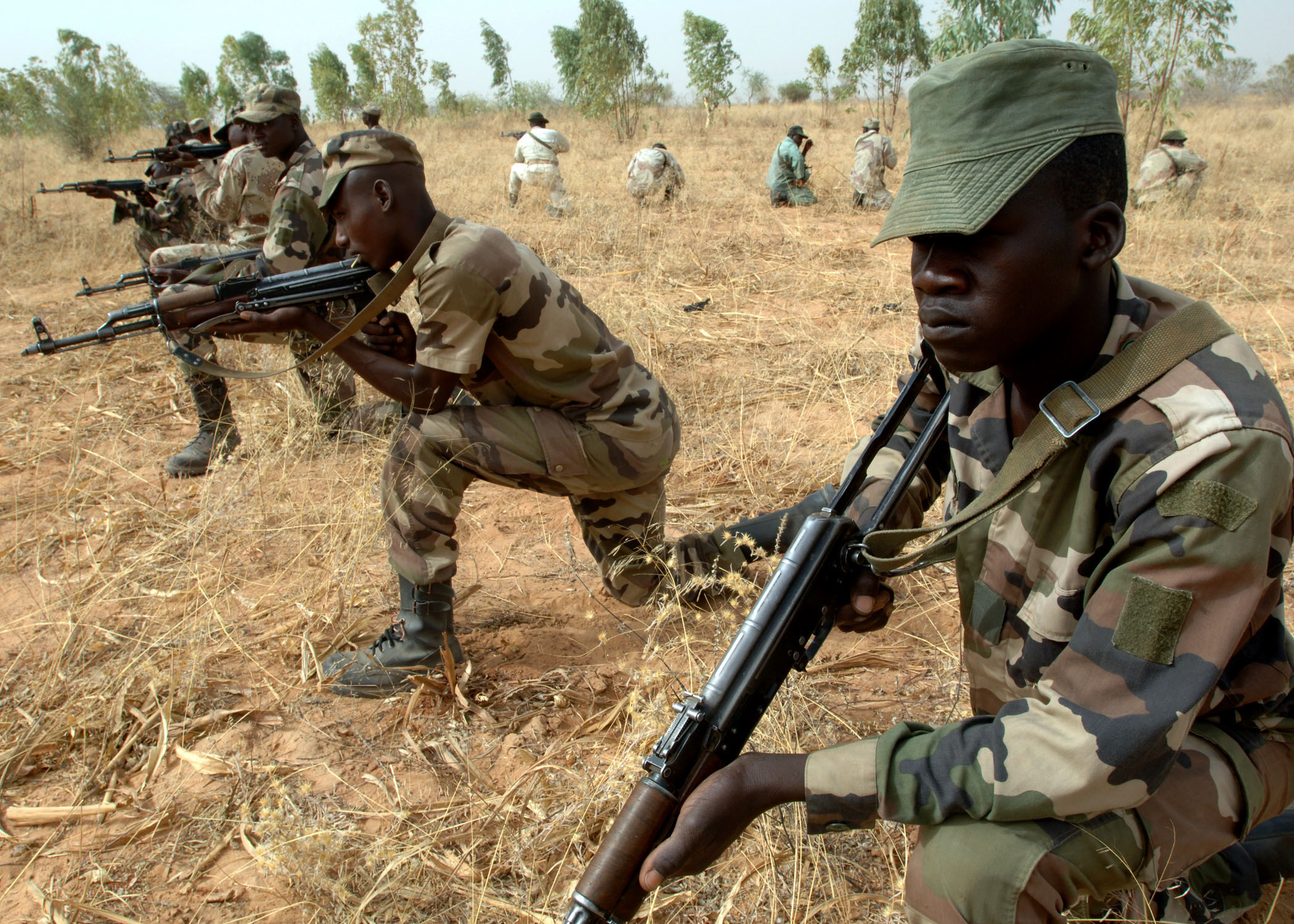
El Ejército ha sido protagonista de la política nigerina reciente.

En 1990 la presión popular llevó a Seibou a adoptar medidas aperturistas, convocando una Conferencia Nacional bajo la dirección de Seku Amadu, quien debía preparar un gobierno de transición. En 1993 se promulgó la Constitución y se celebraron las primeras elecciones libres, vencidas por la Alianza de Fuerza para el Cambio (AFC) — una coalición de seis partidos de oposición — que obtuvo cincuenta de los ochenta y tres escaños en juego. El MNSD perdió, asimismo, la presidencia, que pasó a manos de Mahamane Ousmane, candidato de uno de los partidos integrantes de la AFC.
Con el nuevo gobierno se registró un alzamiento de la etnia tuareg de la zona septentrional. Las repetidas sequías habían acabado con el ganado de este pueblo nómada, que fue obligado a convertirse en sedentario mientras reclamaba al Gobierno una solución al problema. Este prometió entregarles tierras, pero incumplió su promesa, lo que generó un conato de guerra civil que duró hasta bien entrado el año siguiente. Por su parte, se registraron manifestaciones estudiantiles. Las discrepancias condujeron a la ruptura de la coalición en 1994, así como a la renuncia del primer ministro. En 1995 se formó una nueva coalición que alcanzó la mayoría en el Congreso. Esta ventaja de poder le permitió exigir la renuncia de todo el poder ejecutivo y la formación de un nuevo gobierno, que quedó en manos de Hama Amadou.
En enero de 1996, sin embargo, el coronel Ibrahim Baré Mainassara dio un nuevo golpe de Estado y suspendió la vigencia de la Constitución, cuyo imperio no ha sido restaurado. Mainassara prometió devolver el gobierno al poder civil y cumplió en 1999, año en que las primeras elecciones municipales dieron el triunfo a la oposición. Esa circunstancia provocó descontento en amplios sectores militares, cuya reacción fue hacer asesinar a Mainassara a manos de su propia guardia. En diciembre el poder regresó a manos de civiles al elegirse presidente a Mamadou Tandja y a Hama Amadou como primer ministro, nombrado en enero de 2000.

### Sequía de 2004
La sequía en 2004 provocó una reducción de la producción de grano del 40% y una etapa de hambruna que afecta directamente a cuatro millones de personas, de las que 800.000 son atendidas exclusivamente a través de las Naciones Unidas en campos de emergencia.
En junio de 2005 se alertó por la ONU de un riesgo potencial de hambruna para algo más de 3 millones y medio de nigerinos en el segundo semestre del año. En julio se estableció por las mismas Naciones Unidas un fondo de ayuda de 65 millones de dólares de emergencia para paliar la situación.

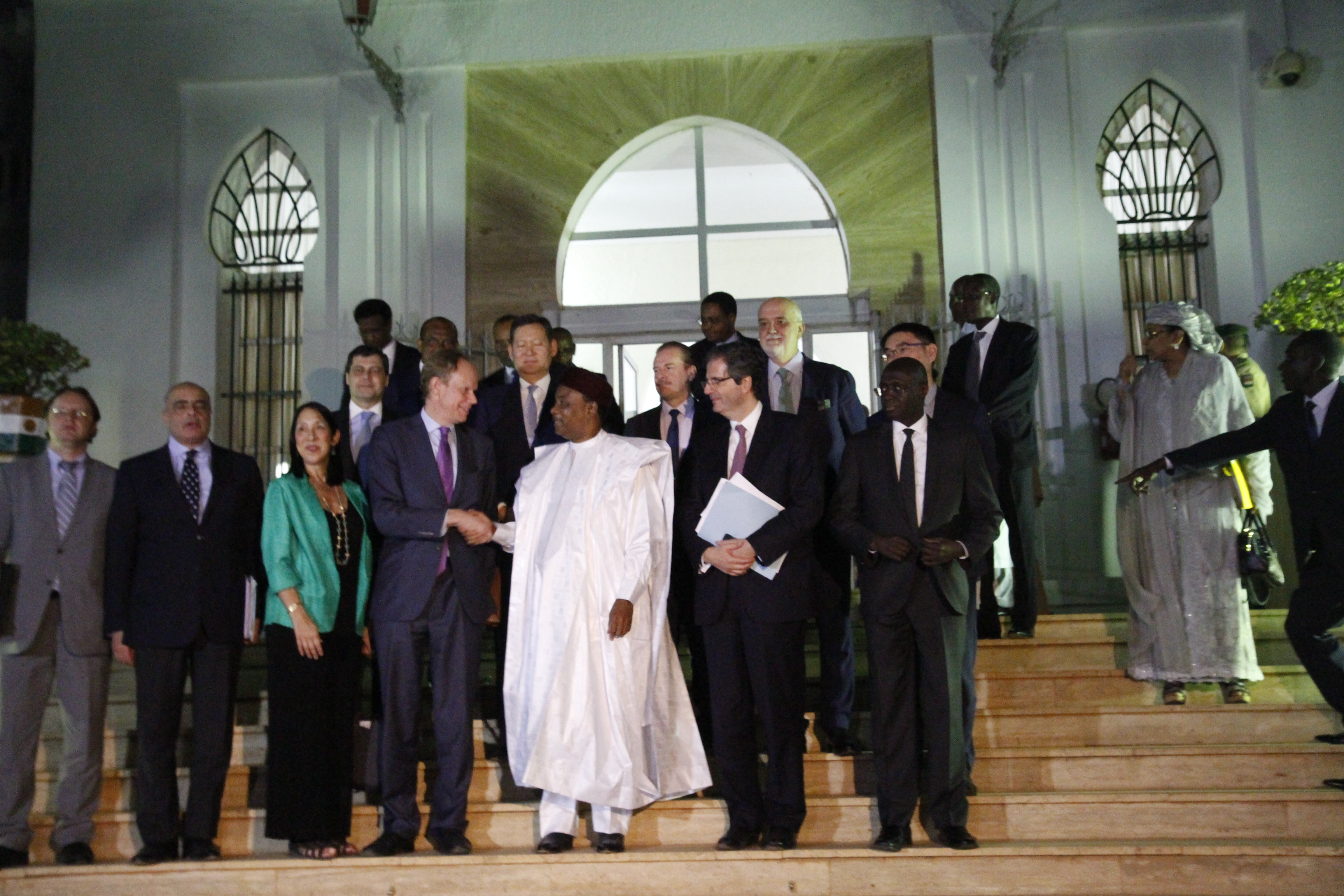
Reunión del Consejo de Seguridad de las Naciones Unidas con el entonces gobierno de Níger

### Golpe de Estado de 2010
El 18 de febrero de 2010 ocurre un nuevo golpe de Estado militar, quedando suspendidas la Constitución y sus instituciones. Al mando del Estado se ha colocado el Consejo Supremo para la Restauración de la Democracia, liderado por el militar Salou Djibo. Luego del golpe, en las emisoras de radio de todo el país se dejó de escuchar la programación habitual y se empezó a escuchar música militar.
En Niamey las calles quedaron vacías y se vivió un estado de zozobra entre sus habitantes a la espera de información sobre los destinos políticos del país y el depuesto presidente Mamadou Tandja y su gabinete, que se encontraban en el Palacio de Gobierno.
Posteriormente, el presidente Tandja fue llevado a juicio y encarcelado. Las elecciones presidenciales fueron llevadas a cabo en 2011 resultando vencedor Mahamadou Issoufu.

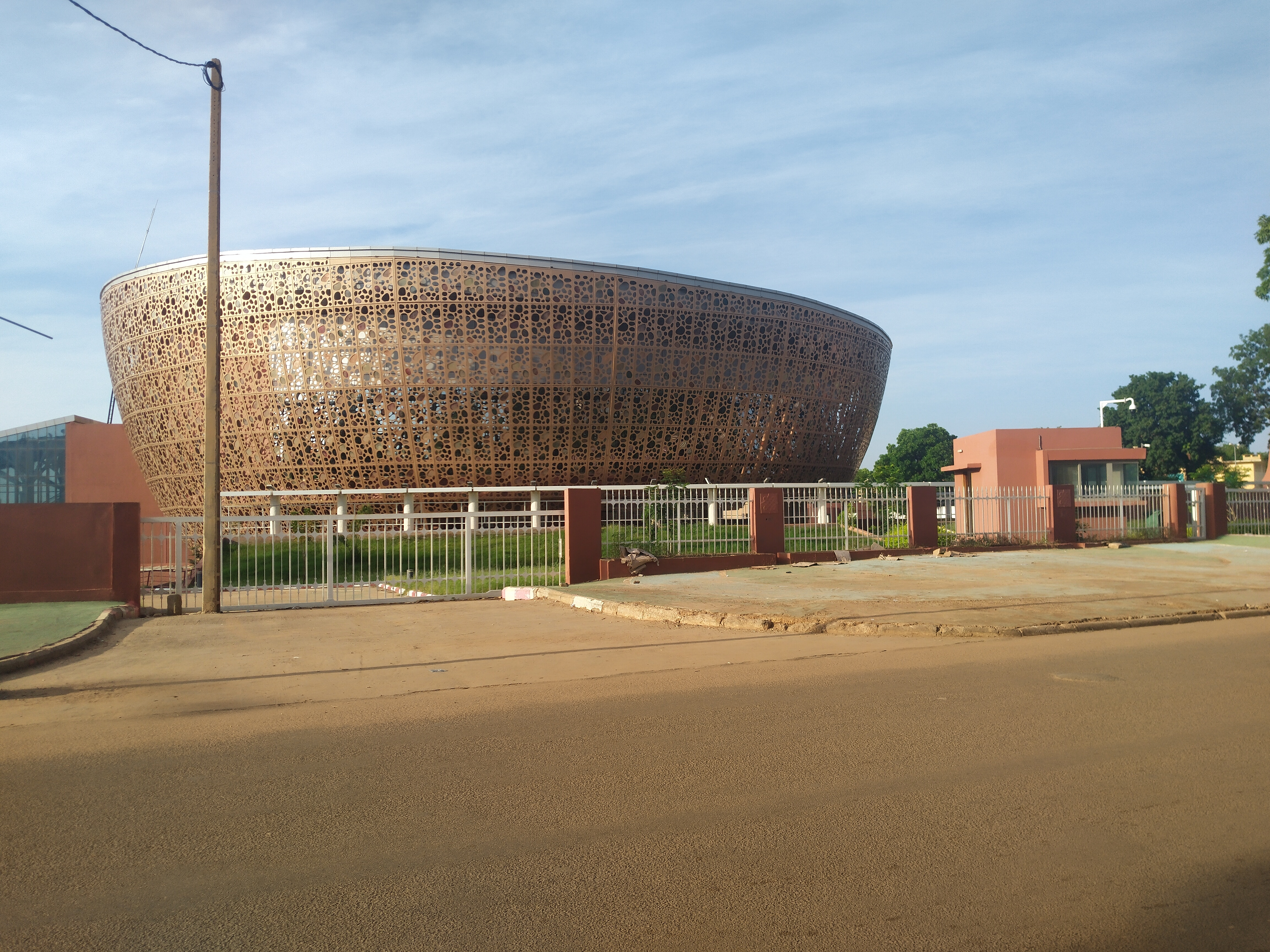
Centro Internacional de Conferencias Mahatma Gandhi construido con ayuda de la India en 2019

### Golpe de Estado de 2023
A última hora del 26 de julio de 2023, un golpe de Estado militar derrocó al presidente Mohamed Bazoum, poniendo fin a la Séptima República y al gobierno del primer ministro Ouhoumoudou Mahamadou.  El 28 de julio, el general Abdourahamane Tchiani fue proclamado jefe de Estado de facto del país.
La proclamación de Tchiani como jefe de Estado del país provocó una crisis diplomática entre la Comunidad Económica de Estados de África Occidental (CEDEAO) y la junta militar de Níger, la cual es apoyada por los gobiernos de Malí y Burkina Faso. Estas tensiones han llevado a amenazas de una intervención militar de la CEDEAO en Níger.

## Gobierno y política
La República de Níger se regía por la Constitución Nacional aprobada en enero de 1993, pero la vigencia de la misma fue suspendida el 27 de enero de 1996 tras el golpe militar del coronel Ibrahim Baré Mainassara. Según ese marco, era una república presidencialista, con un presidente elegido cada cinco años por sufragio libre y universal. Un primer ministro y un consejo de ministros son además del presidente los elementos del poder ejecutivo. El poder legislativo, según el mismo sistema, descansaba en una Asamblea Nacional de ciento trece miembros, elegidos también por un período de cinco años. La justicia era administrada por una Corte Suprema, una Corte Superior y una Corte de Seguridad del Estado.

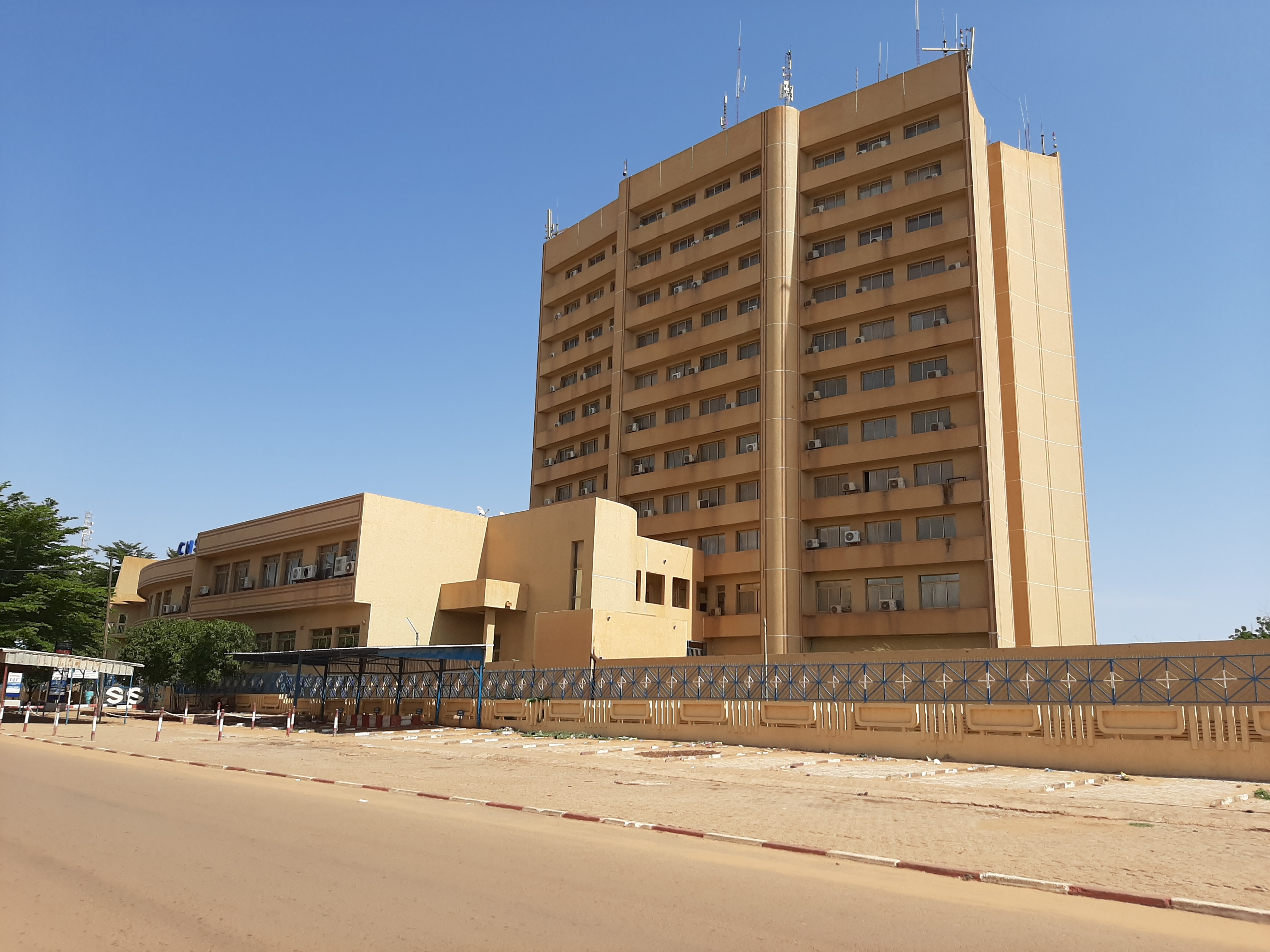
Oficinas del gobierno de Níger donde funciona la sede del organismo de seguridad social

El mandato de su presidente, Mamadou Tandja, debía finalizar en diciembre de 2009. No obstante, durante su mes de agosto, decidió disolver el Parlamento y orquestar una reforma constitucional con la finalidad de prorrogarlo cinco años, para lo cual convocó un referendo. La iniciativa fue condenada dentro y fuera del país, incluso con sanciones internacionales, pues eliminaba muchos de los obstáculos de su autoridad, abolía los límites de los mandatos, y le daba tres años adicionales en la silla presidencial sin celebrar elecciones. El Tribunal Constitucional declaró esa consulta ilegal, a lo que Tandja respondió con la abolición de ese organismo y reemplazó a sus miembros con sus propios candidatos. En 2009 esas decisiones políticas ya habían llevado al país a ser expulsado de la Comunidad Económica de Estados de África Occidental.
Hubo mucha tensión política durante unos meses, que desembocó el mediodía del 18 de febrero de 2010 en un golpe de Estado. Mientras el presidente y sus Ministros se encontraban reunidos en el Palacio Presidencial celebrando un Consejo de Ministros extraordinario, en Niamey, un grupo de soldados venidos de fuera de la ciudad con vehículos blindados, artillería pesada y ametralladoras de gran calibre, liderados por el mayor Adamou Harouna, han protagonizado un levantamiento militar, reteniendo al Gobierno en pleno no obstante los intentos de frustrarlo por la Guardia Presidencial.

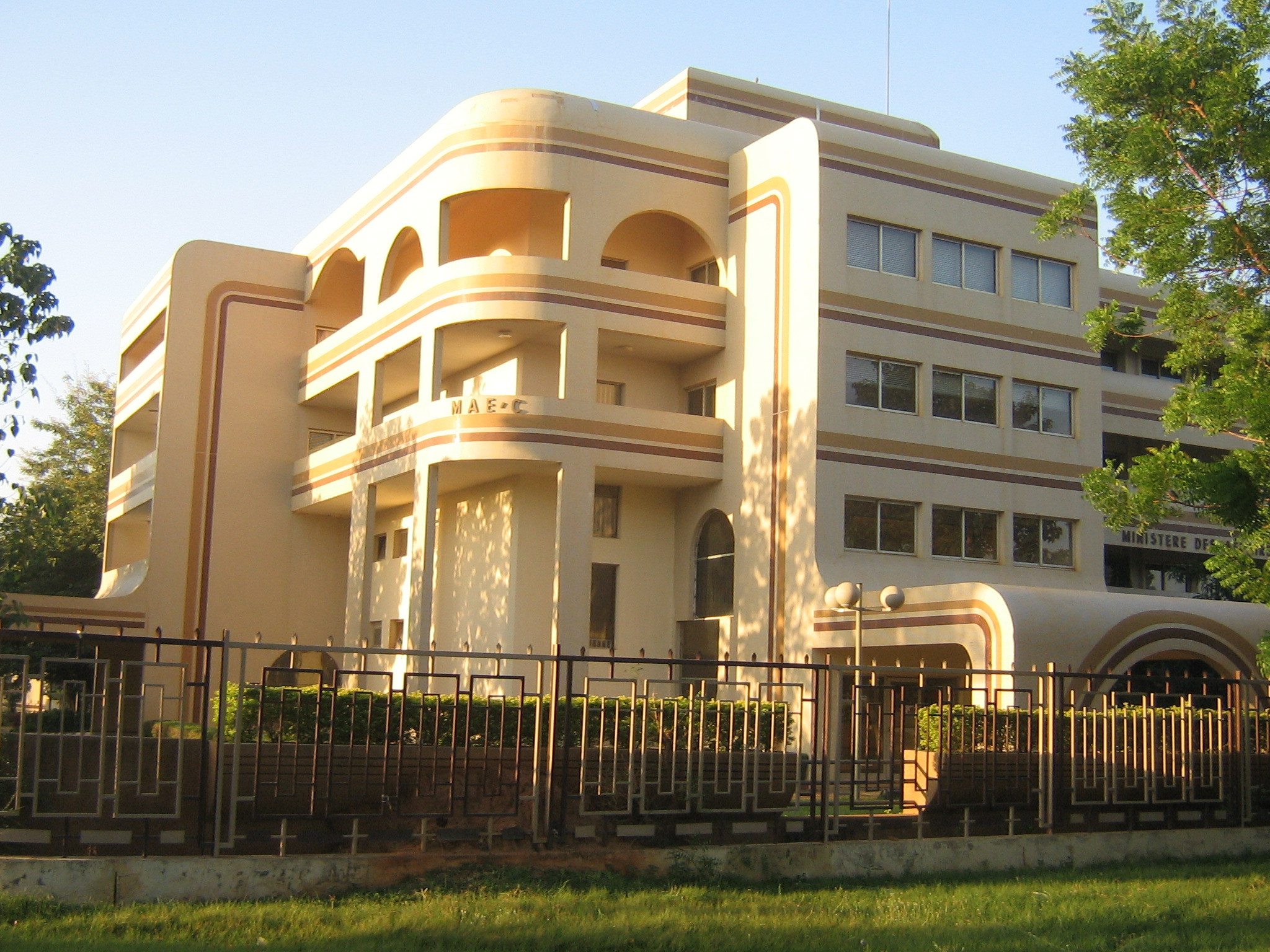
Ministerio de Asuntos Exteriores de Níger (Ministère des affaires Étrangères du Niger)

Aunque debido al golpe la Unión Africana expulsó a Níger, ni los inversionistas franceses y ni los chinos han cambiado sus planes, que sumados registran más de seis mil millones de dólares en instalaciones para la extracción minera.
Hasta abril de 2011 el país fue gobernado por una Junta Militar encabezada por el oficial Salou Djibo, año en el que se produjo la entrega del poder al vencedor de las elecciones, el expresidente Mahamadou Issoufu.
El 26 de julio de 2023 se dio un golpe militar en el cual el presidente Mohamed Bazoum fue depuesto, se eliminaron las instituciones, se canceló la constitución y se cerraron las fronteras. 

### Elecciones
Las elecciones en Níger se celebran en el marco de un sistema semipresidencialista. El presidente y la Asamblea Nacional son elegidos por el pueblo, y las elecciones son organizadas por la Comisión Electoral Nacional Independiente (CENI). 

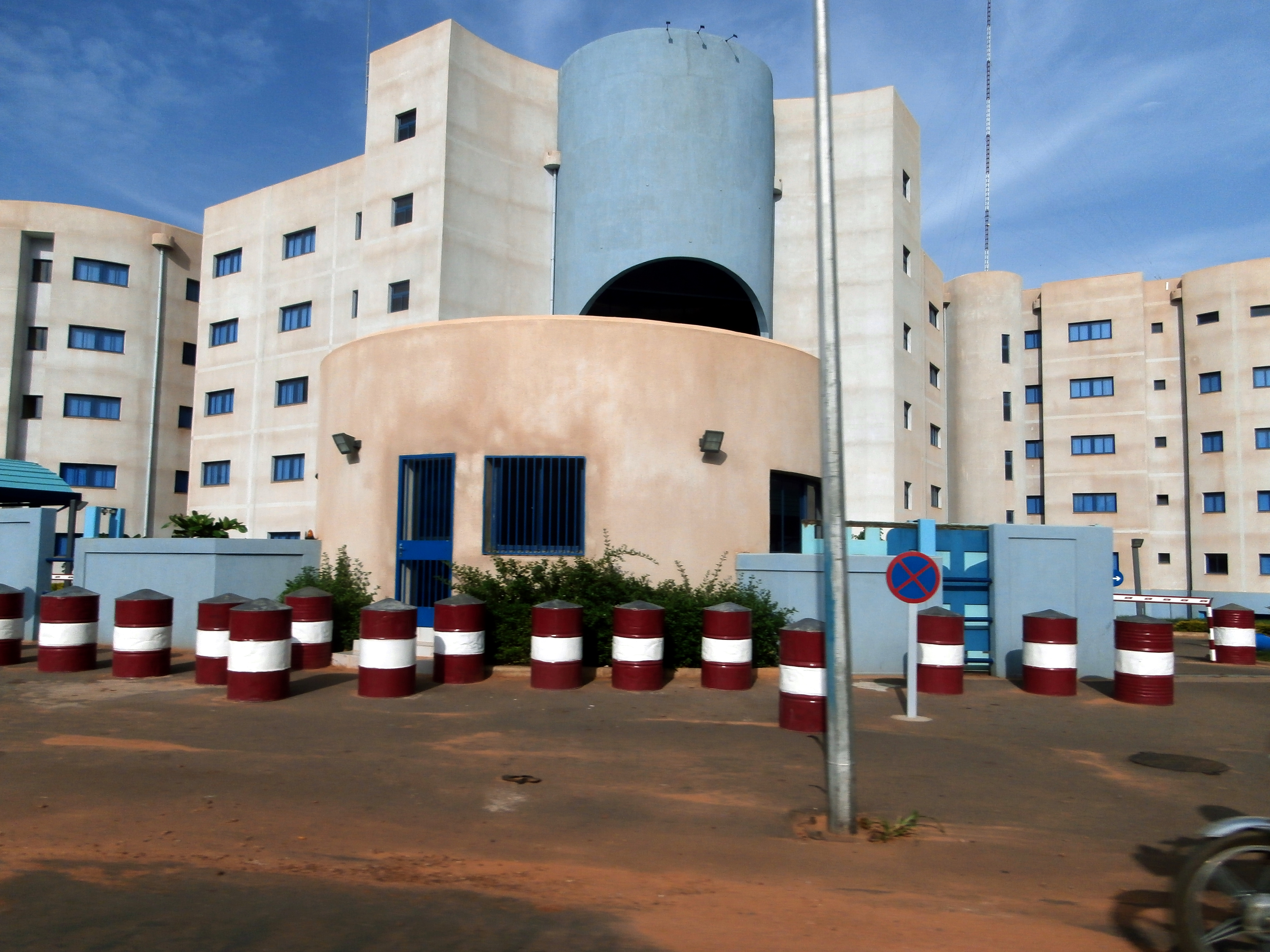
Sede del Ministerio de Finanzas de Níger

Tras la Segunda Guerra Mundial, las reformas políticas francesas hicieron que Níger empezara a elegir a los miembros de la Asamblea Nacional francesa. Las primeras elecciones se celebraron el 21 de octubre de 1945. Níger y el vecino Sudán francés (actual Malí) formaban una circunscripción única. Se eligieron dos diputados mediante colegios electorales separados para ciudadanos franceses y africanos. Las siguientes elecciones para la circunscripción combinada se celebraron en junio de 1946. En las elecciones de noviembre de 1946, Níger pasó a tener un escaño uninominal, que ganó Hamani Diori, del Partido Progresista Nigerino (PPN).
En ese mismo periodo se creó un Consejo General, que fue elegido por primera vez en diciembre de 1946 y enero de 1947. En 1948 se concedió a Níger un segundo escaño en la Asamblea Nacional francesa, que fue cubierto en unas elecciones parciales celebradas en junio de ese año, con la elección de Georges Condat, de la Unión de Independientes y Simpatizantes Nigerinos. Las elecciones francesas volvieron a celebrarse en 1951, y ambos escaños fueron ganados por la UNIS. El Consejo General se convirtió en Asamblea Territorial en 1952, y las primeras elecciones al nuevo órgano se saldaron con la victoria de UNIS, que obtuvo los 35 escaños del Segundo Colegio.

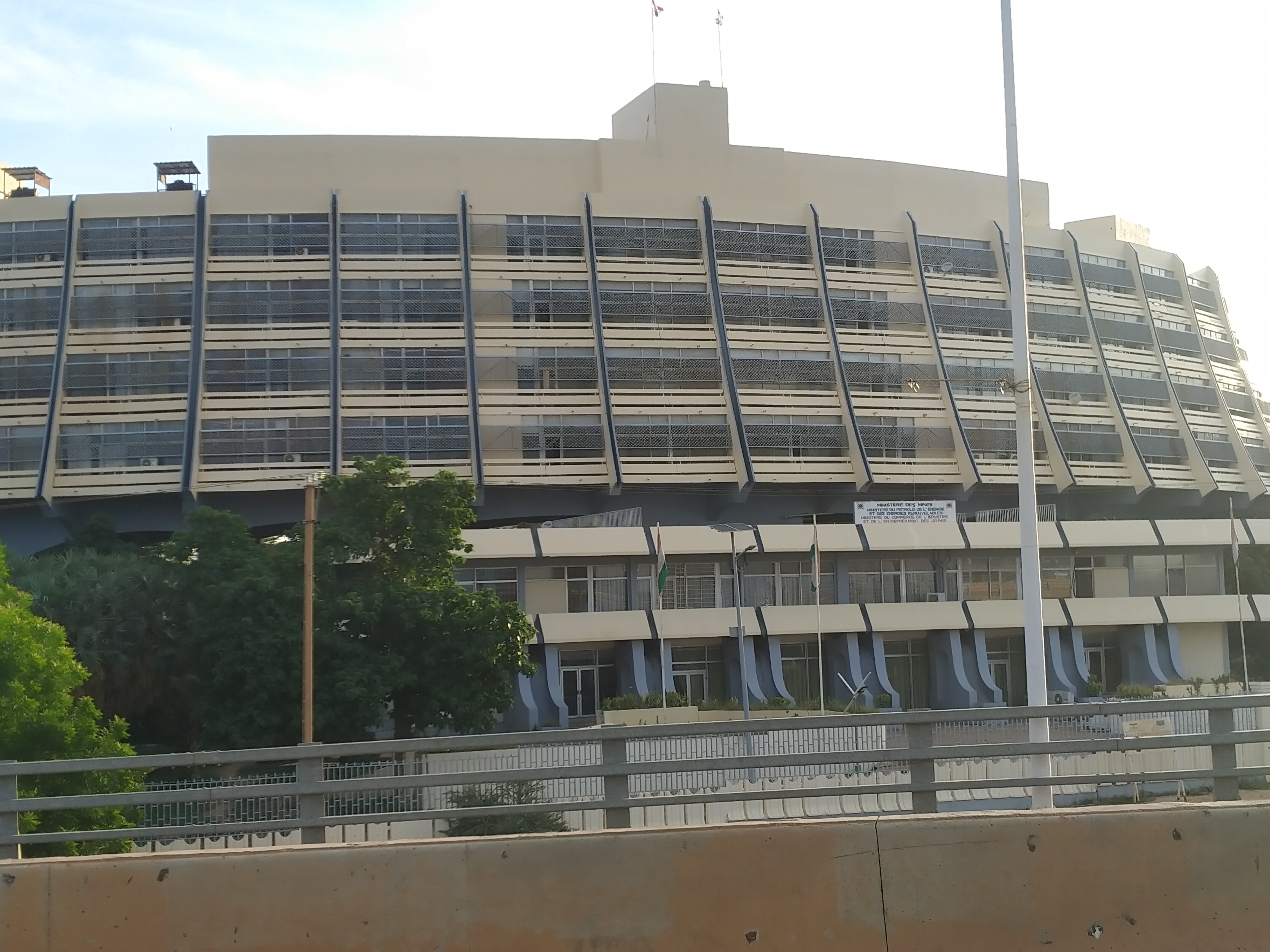
Sede de los Ministerios de Minas, de Petróleo y Energía, y Comercio e Industria de Níger

En 1956 se celebraron las últimas elecciones a la Asamblea Nacional de Níger, en las que el PPN y una alianza entre el Bloque de Acción Nigerino (BNA) y la Unión Progresista Nigerina (UPN) de Condat obtuvieron un escaño cada uno. Las elecciones a la Asamblea Territorial de 1957 fueron ganadas por Sawaba, que obtuvo 41 de los 60 escaños. Sin embargo, en las elecciones anticipadas del año siguiente, Sawaba fue derrotado por la alianza Unión por la Comunidad Franco-Africana, que incluía al PPN.
Tras la independencia en 1960, el PPN se convirtió en el único partido legal. Las primeras elecciones presidenciales del país se celebraron en septiembre de 1965, con Diori como único candidato. En las elecciones parlamentarias de ese mismo año, el PPN obtuvo los 50 escaños. Las elecciones presidenciales y parlamentarias de 1970 se celebraron con el mismo sistema y el mismo resultado.
Un golpe de Estado en 1974 apartó al PPN del poder, y no volvieron a celebrarse elecciones hasta 1989, cuando se convocaron elecciones generales, con el Movimiento Nacional para la Sociedad del Desarrollo (MNSD), creado ese mismo año, como único partido. Ali Saibou (en el poder desde 1987) fue reelegido Presidente, y el MNSD obtuvo los 93 escaños de la Asamblea Nacional.

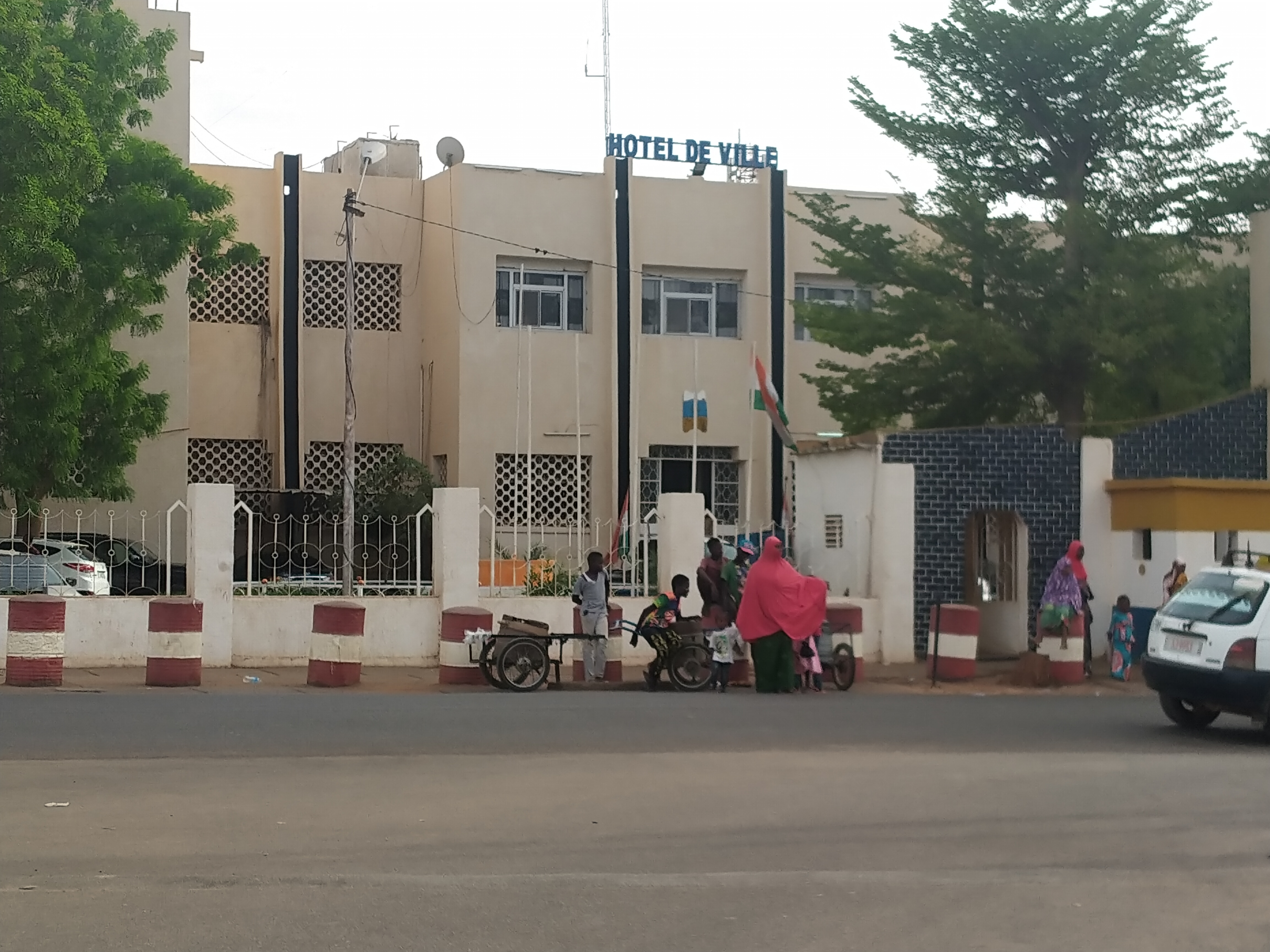
Sede del Ayuntamiento de Niamey

En febrero de 1993 se celebraron las primeras elecciones parlamentarias multipartidistas desde la independencia[3]. El MNSD fue el partido más votado, pero sólo obtuvo 29 de los 83 escaños; los partidos de la oposición formaron posteriormente la Alianza de las Fuerzas del Cambio, que obtuvo la mayoría parlamentaria. En las elecciones presidenciales celebradas poco después, Mahamane Ousmane, de la Convención Democrática y Social, fue elegido en segunda vuelta, derrotando a Mamadou Tandja, del MNSD (que había sido el más votado en la primera vuelta). Tras una escisión en la AFC, se celebraron elecciones parlamentarias anticipadas en 1995, pero no alteraron significativamente la composición de la Asamblea Nacional.
El golpe de Estado de enero de 1996 condujo a la celebración de elecciones presidenciales en julio, en las que resultó elegido el líder golpista Ibrahim Baré Maïnassara. La Unión Nacional de Independientes para la Renovación Democrática, creada para apoyarle, obtuvo la mayoría absoluta en las elecciones parlamentarias celebradas ese mismo año, en medio del boicot de la oposición. Otro golpe de Estado en 1999 condujo a la celebración de elecciones generales ese mismo año. Tandja fue elegido presidente y el MNSD se convirtió en el principal partido de la Asamblea Nacional, con 38 de los 83 escaños. En las elecciones de 2004, Tandja fue reelegido y el MNSD siguió siendo el principal partido.
Un referéndum celebrado en 2009 provocó la suspensión de la Constitución y el aplazamiento de las elecciones presidenciales. Las elecciones parlamentarias siguieron adelante, y el boicot de la oposición permitió al MNSD obtener la mayoría. Sin embargo, Tandja fue destituido en un golpe de Estado en 2010 y se celebraron elecciones generales en 2011, en las que Mahamadou Issoufou, del Partido Nigerino para la Democracia y el Socialismo (PNDS), fue elegido presidente y el PNDS se convirtió en el partido más grande de la Asamblea Nacional. Issoufou fue reelegido en las elecciones generales de 2016, y la oposición boicoteó la segunda vuelta de las elecciones presidenciales. El PNDS obtuvo importantes avances en las elecciones parlamentarias, pero no logró la mayoría.

### Derechos humanos
En materia de derechos humanos, respecto a la pertenencia a los siete organismos de la Carta Internacional de Derechos Humanos, que incluyen al Comité de Derechos Humanos (HRC), Níger ha firmado o ratificado:
| Níger | Tratados internacionales                                                                                                   | Tratados internacionales | Tratados internacionales                                                                                                   | Tratados internacionales                                                                                                   | Tratados internacionales  | Tratados internacionales | Tratados internacionales | Tratados internacionales                                                                                                   | Tratados internacionales  | Tratados internacionales                                                                                                   | Tratados internacionales | Tratados internacionales | Tratados internacionales  | Tratados internacionales  | Tratados internacionales | Tratados internacionales  | Tratados internacionales | Tratados internacionales |
| --- | --- | ------------------------ | --- | --- | ------------------------- | ------------------------ | ------------------------ | --- | ------------------------- | --- | ------------------------ | ------------------------ | ------------------------- | ------------------------- | ------------------------ | ------------------------- | ------------------------ | ------------------------ |
| Níger | CESCR | CESCR                    | CCPR | CCPR | CCPR                      | CERD                     | CED                      | CEDAW | CEDAW                     | CAT | CAT                      | CRC                      | CRC                       | CRC                       | CRC                      | MWC                       | CRPD                     | CRPD                     |
| Níger | CESCR | CESCR-OP                 | CCPR | CCPR-OP1 | CCPR-OP2-DP               | CERD                     | CED                      | CEDAW | CEDAW-OP                  | CAT | CAT-OP                   | CRC                      | CRC-OP-AC                 | CRC-OP-SC                 | CRC-OP-CP                | MWC                       | CRPD                     | CRPD-OP                  |
| Pertenencia | Níger ha reconocido la competencia de recibir y procesar comunicaciones individuales por parte de los órganos competentes. | Sin información.         | Níger ha reconocido la competencia de recibir y procesar comunicaciones individuales por parte de los órganos competentes. | Níger ha reconocido la competencia de recibir y procesar comunicaciones individuales por parte de los órganos competentes. | Ni firmado ni ratificado. | Firmado y ratificado.    | Sin información.         | Níger ha reconocido la competencia de recibir y procesar comunicaciones individuales por parte de los órganos competentes. | Ni firmado ni ratificado. | Níger ha reconocido la competencia de recibir y procesar comunicaciones individuales por parte de los órganos competentes. | Sin información.         | Firmado y ratificado.    | Ni firmado ni ratificado. | Ni firmado ni ratificado. | Sin información.         | Ni firmado ni ratificado. | Sin información.         | Sin información.         |
| Firmado y ratificado, firmado, pero no ratificado, ni firmado ni ratificado, sin información, ha accedido a firmar y ratificar el órgano en cuestión, pero también reconoce la competencia de recibir y procesar comunicaciones individuales por parte de los órganos competentes. | |                          | | |                           |                          |                          | |                           | |                          |                          |                           |                           |                          |                           |                          |                          |

### Relaciones exteriores

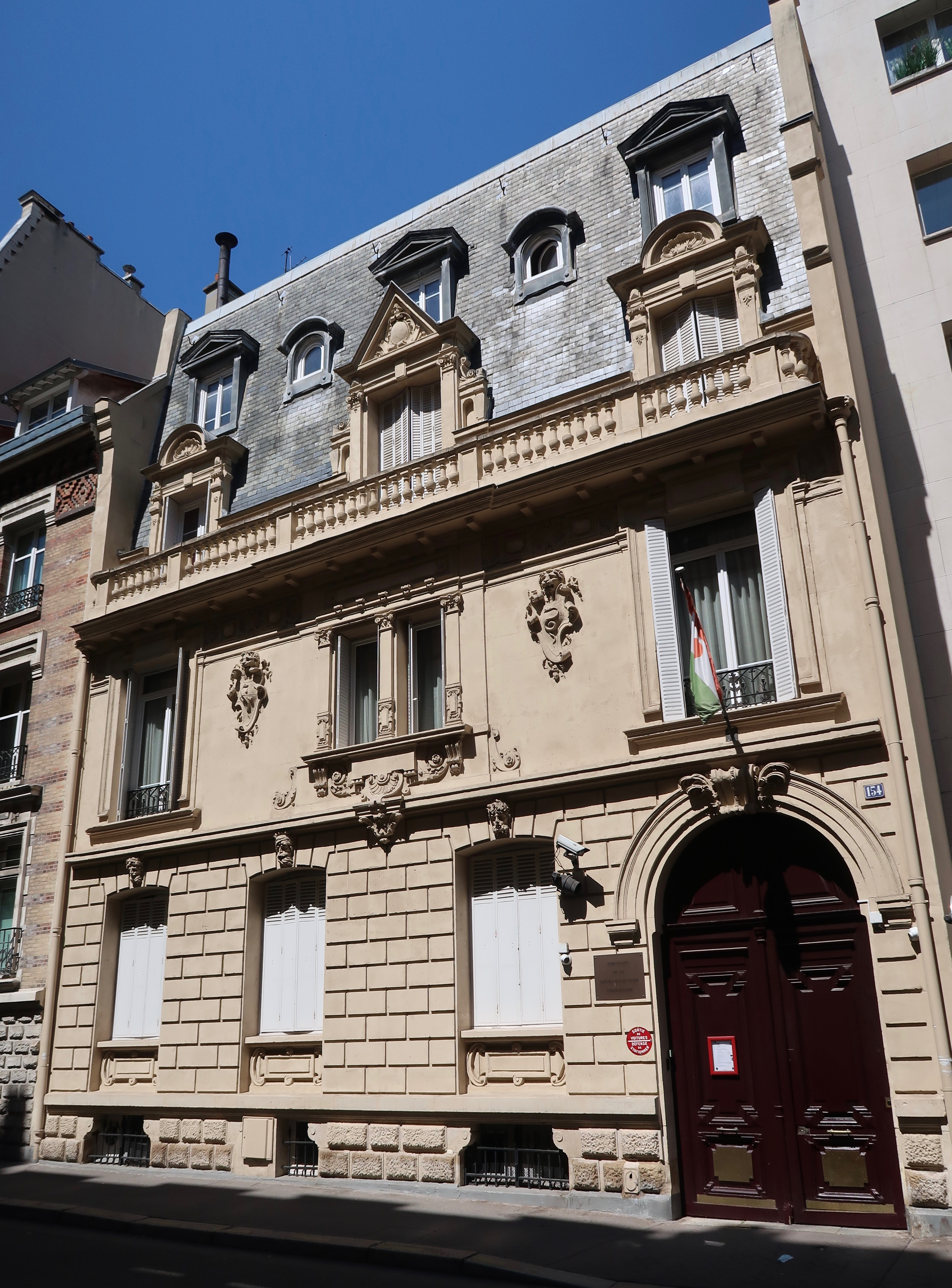
Embajada de Níger en París, Francia

Níger aplica una política exterior moderada y mantiene relaciones amistosas con Occidente y el mundo islámico, así como con los países no alineados. Pertenece a la ONU y a sus principales organismos especializados y en 1980-81 fue miembro del Consejo de Seguridad de la ONU. Níger mantiene una relación especial con la antigua potencia colonial Francia y tiene estrechas relaciones con sus vecinos de África Occidental.
Es miembro fundador de la Unión Africana y de la Unión Monetaria del África Occidental y también pertenece a la Autoridad de la Cuenca del Níger y a la Comisión de la Cuenca del Lago Chad, a la Comunidad Económica de los Estados de África Occidental, al Movimiento de los Países No Alineados, a la Organización de Cooperación Islámica y a la Organización para la Armonización del Derecho Mercantil en África (OHADA). Las regiones más occidentales del Níger se unen a las regiones contiguas de Malí y Burkina Faso en el marco de la Autoridad de Liptako-Gourma.
La controversia fronteriza con Benín, heredada de la época colonial y relativa, entre otras cosas, a la isla de Lété en el río Níger, fue resuelta por la Corte Internacional de Justicia en 2005 en beneficio del Níger.

## Organización territorial

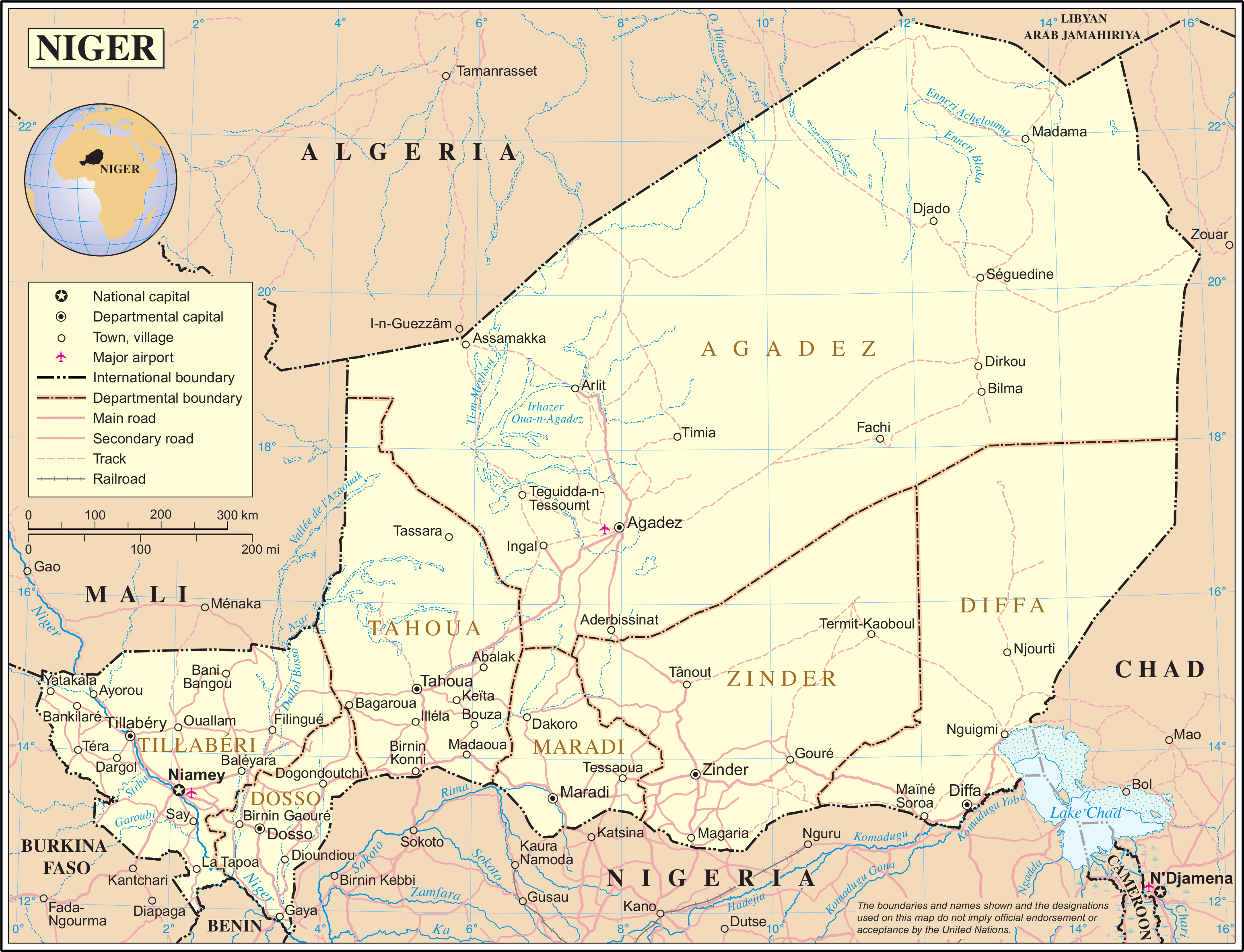
Ciudades y divisiones administrativas de Níger.

Las divisiones administrativas de Níger son 7 regiones y un distrito capital. A su vez, las regiones están divididas en 36 departamentos, compuestos por su parte por 275 comunas. Estas pueden ser rurales o urbanas, correspondiendo en el primer caso a municipios o poblados, y en el segundo a barrios de las ciudades. La región con más departamentos es la de Tahoua.
| #  | Área      | Capital   | Superficie (km²) | Habs. (2012) | Mapa                   |
| -- | --------- | --------- | ---------------- | ------------ | ---------------------- |
| 1. | Agadez    | Agadez    | 634.209          | 487 620      | Departamentos de Níger |
| 2. | Diffa     | Diffa     | 140.216          | 593 821      | Departamentos de Níger |
| 3. | Dosso     | Dosso     | 31.002           | 2 037 713    | Departamentos de Níger |
| 4. | Maradi    | Maradi    | 38.581           | 3 402 094    | Departamentos de Níger |
| 5. | Niamey*   | Niamey    | 670              | 1 026 848    | Departamentos de Níger |
| 6. | Tahoua    | Tahoua    | 106.677          | 3 328 365    | Departamentos de Níger |
| 7. | Tillabéri | Tillabéri | 89.623           | 2 722 482    | Departamentos de Níger |
| 8. | Zinder    | Zinder    | 145.430          | 3 539 764    | Departamentos de Níger |

Agadez es con mucho el mayor departamento de Níger, con una superficie de 634 209 km², lo cual equivale a dos veces el tamaño de Polonia. Zinder, Diffa y Tahoua también presentan áreas considerables, de más de 100 000 km². Otros departamentos son Dosso, Maradi, Tillabéri y el distrito capital de Niamey, que es de lejos el de menor extensión con 670 km², comparable al área de Singapur.
Las ciudades de Níger con una población superior a los 100 000 (2006) habitantes son Niamey, Zinder, Maradi, Agadez y Tahoua.

## Geografía
Níger es el 22° país más grande del mundo, con un área de 1 267 000 km². Limita con Argelia (956 km), Benín (266 km), Burkina Faso (628 km), Chad (1175 km), Libia (354 km), Malí (821 km) y Nigeria (1497 km).

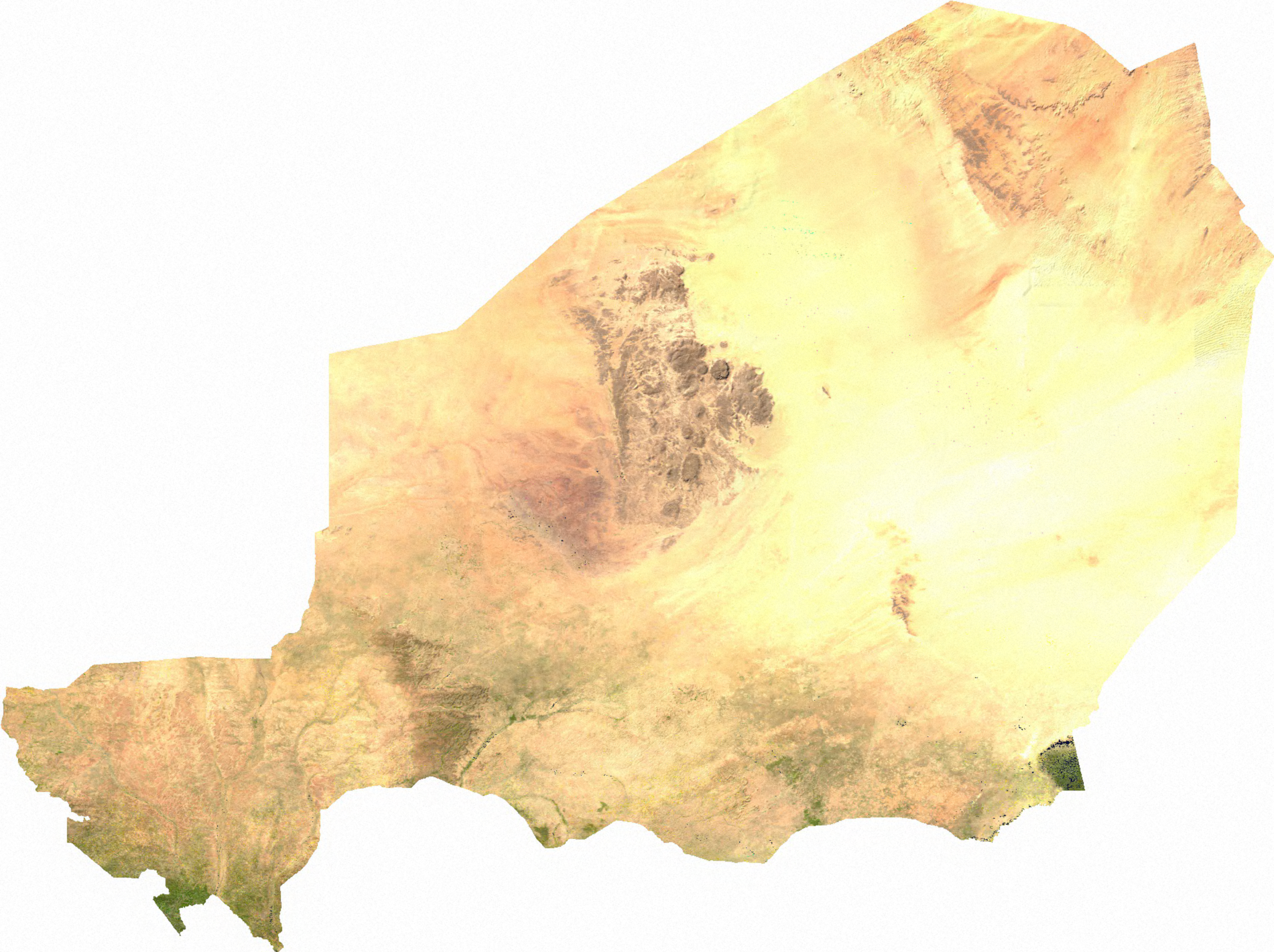
Imagen satelital de Níger.

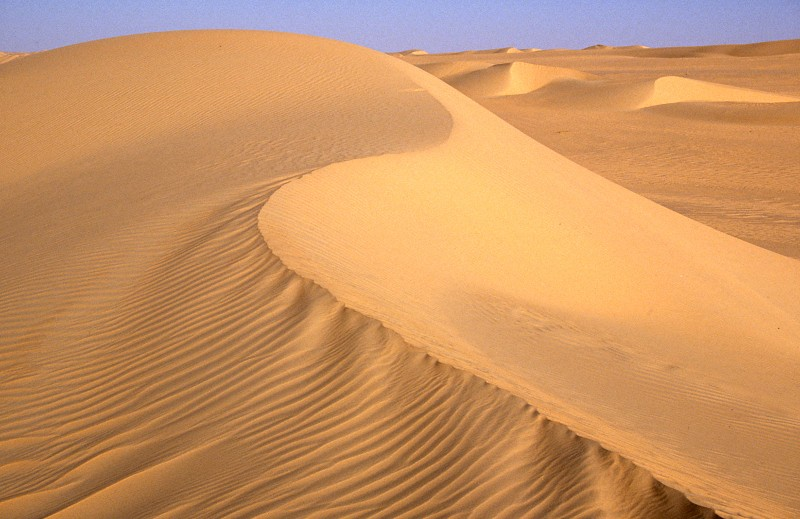
Erg de Bilma.

Níger es un estado sin litoral situado en África occidental. Más de tres cuartas partes de su territorio se encuentran en el desierto del Sahara, situándose la mayoría del país entre 200 y 500 m s. n. m. Difícilmente habitables, constituyen todo el norte del país. La zona más desarrollada es por ende la meridional, en la franja que sigue la frontera desde Nigeria hasta Malí, en particular a orillas del río Níger. En esa área existen grandes sabanas donde es posible criar ganado y llevar a cabo una producción agrícola. Es en esta última región donde se encuentra la capital, Niamey, y la mayoría de los demás centros poblados, como Zinder, Maradi y Tillabéri.
La zona desértica alcanza su máximo rigor en el Teneré. En ella se encuentran macizos montañosos como el del Air, localizado en el norte del departamento de Agadez, que alcanzan su pico máximo en el monte Bagzane, a 2022 m s. n. m. El área fue declarada Patrimonio de la Humanidad por la Unesco, y en 1992 fue incluida en la Lista del Patrimonio de la Humanidad en peligro. Las ciudades más importantes de esta zona del país son Tahoua y Agadez.

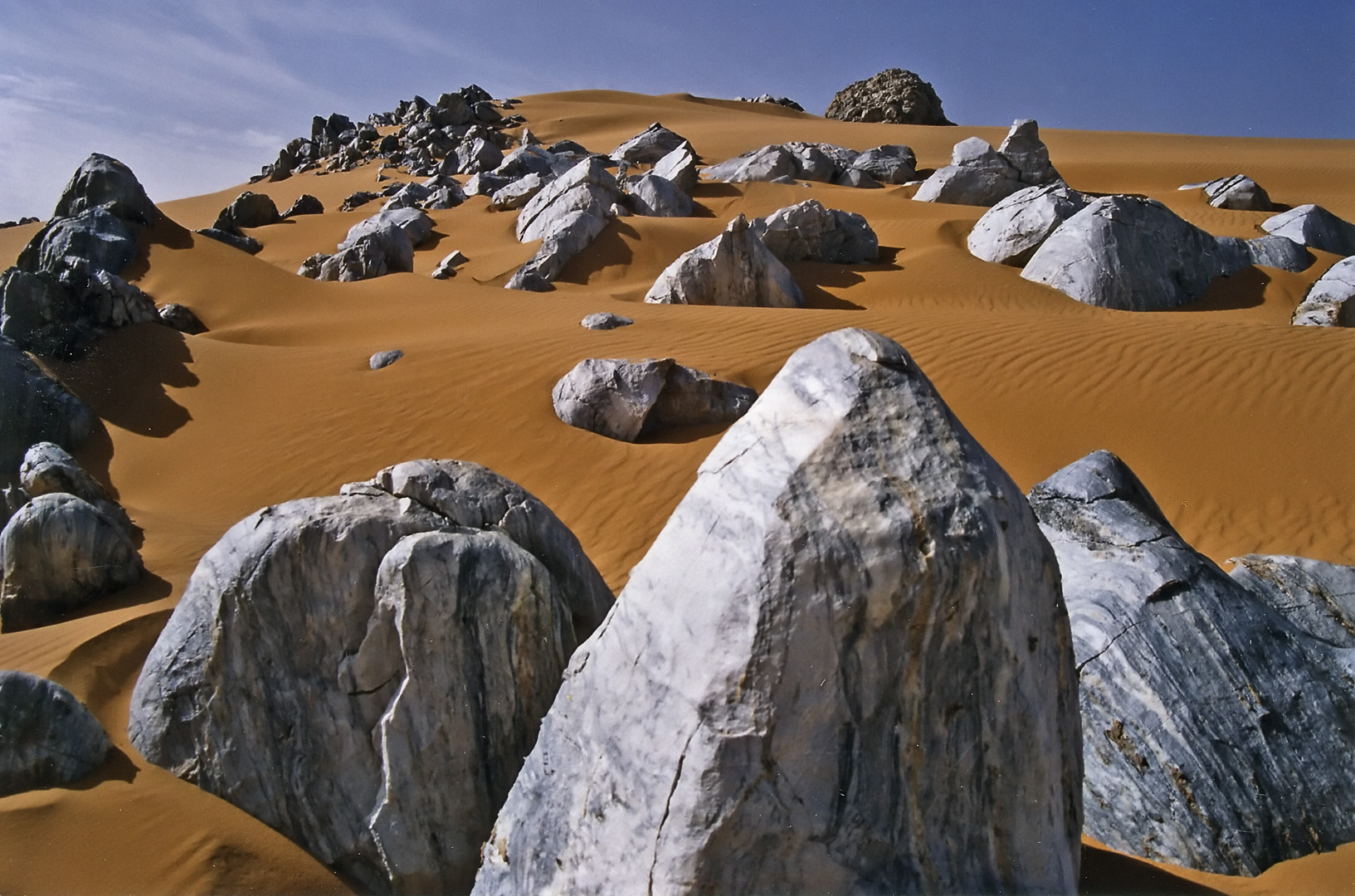
Las llamadas Montañas Azules (Montagnes Bleues) en el Macizo de Air (massif de l'Aïr)

### Topografía
Níger es una vasta penillanura antigua, con una altitud media de 350 m. Se divide en tres zonas principales
- Níger del Sur

Se trata de una franja de 1.300 km de largo que sigue la frontera con Nigeria hasta Malí. Su anchura no supera los 200 km (N'Guigmi, Tanout, Tahoua, Malí). Es la parte menos árida del país, lo que la convierte en el «Níger útil». Al este, las colinas de Damagaram dividen el agua de drenaje entre las cuencas del lago Chad y del Atlántico. Las cuencas arcillosas pueden conservar un carácter lacustre. Esta región comprende principalmente mesetas de arenisca con vetas arenosas, depresiones y valles fósiles (dallols) que se reactivan durante la estación lluviosa. Al oeste, la meseta está cortada por el valle del río Níger y los antiguos valles de los dallols de Bosso y Maouri.
- Macizo de Aïr

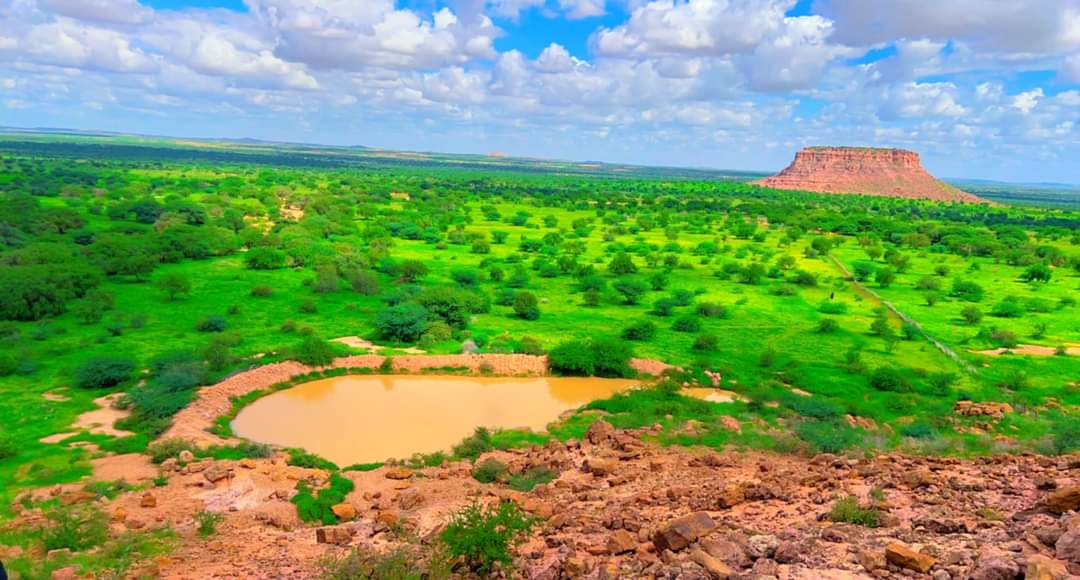
Paisaje en la región de Zinder al sur de Níger

Es un macizo montañoso situado al noroeste del país, que se extiende 300 km de norte a sur y 200 km de este a oeste. Está formado por una serie de altos macizos cristalinos y volcánicos que emergen de un antiguo basamento. Las altitudes superan a menudo los 1.000 m: el punto más alto del Aïr es el monte Bagzane (2.022 m). Las laderas meridionales se hunden en una depresión dominada por el acantilado de Tiguidit. La vertiente oriental está en contacto con la zona arenosa del Teneré. Al oeste, se produce una rápida transición hacia la llanura de Talak y las regiones de Azawak y Tamesna. El Aïr presenta así una facies variada en el centro de una zona de monótonas llanuras hiperáridas.
- El Teneré

Ocupa la mayor parte del noreste del país. Es una llanura arenosa hiperárida que termina al este en el acantilado de Kaouar y al norte en las mesetas de Djado y Mangueni. Junto con el Majabat al Koubra y el desierto libio, es la zona más árida del Sáhara en la actualidad.

### Clima

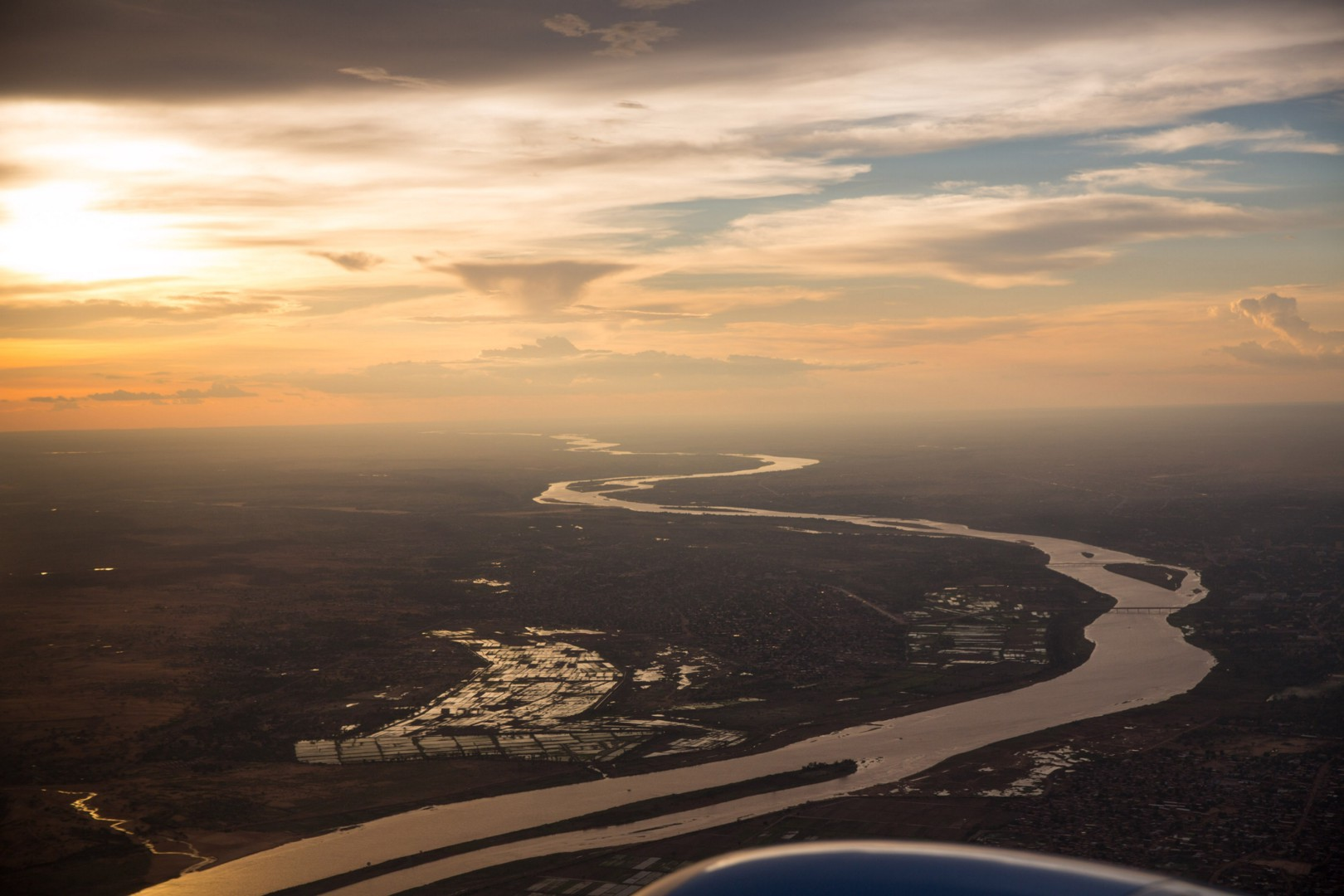
Río Níger

El clima nigerino es uno de los más calurosos del mundo, presentando las temperaturas más elevadas de todo el planeta. El país ha sufrido un fuerte proceso de desertificación durante el último medio siglo, perdiendo en promedio más de 100 mm de agua de lluvia.
El territorio es principalmente muy caliente y muy seco, con muchas áreas desérticas. En el extremo sur hay un clima tropical en los bordes de la cuenca del río Níger. El terreno es predominantemente formado por llanuras desérticas y dunas de arena, con una sabana plana a ondulada en el sur y colinas en el norte.

### Hidrografía
La principal cuenca es la del río Níger, que es crucial para el comercio, la agricultura, la pesca, y el turismo. Su principal afluente es el río Benue. Con 4200 km de distancia es el tercero a escala continental, después del Nilo y del Congo. Nace en la frontera entre Sierra Leona y Guinea, fluye de occidente a oriente, pasando antes de Níger por Malí. Tras atravesar el país entra a Nigeria, donde desemboca en un amplio delta en el Atlántico. En ese sentido constituye la principal fuente de comunicación con el exterior, así como su principal canal para la exportación.
En el extremo suroriental se encuentra una parte del lago Chad, que Níger comparte con Chad, con Nigeria y con Camerún. En esta área habitan los Beri Beri. Junto al río Níger, el lago suministra la mayor parte del agua potable del país.

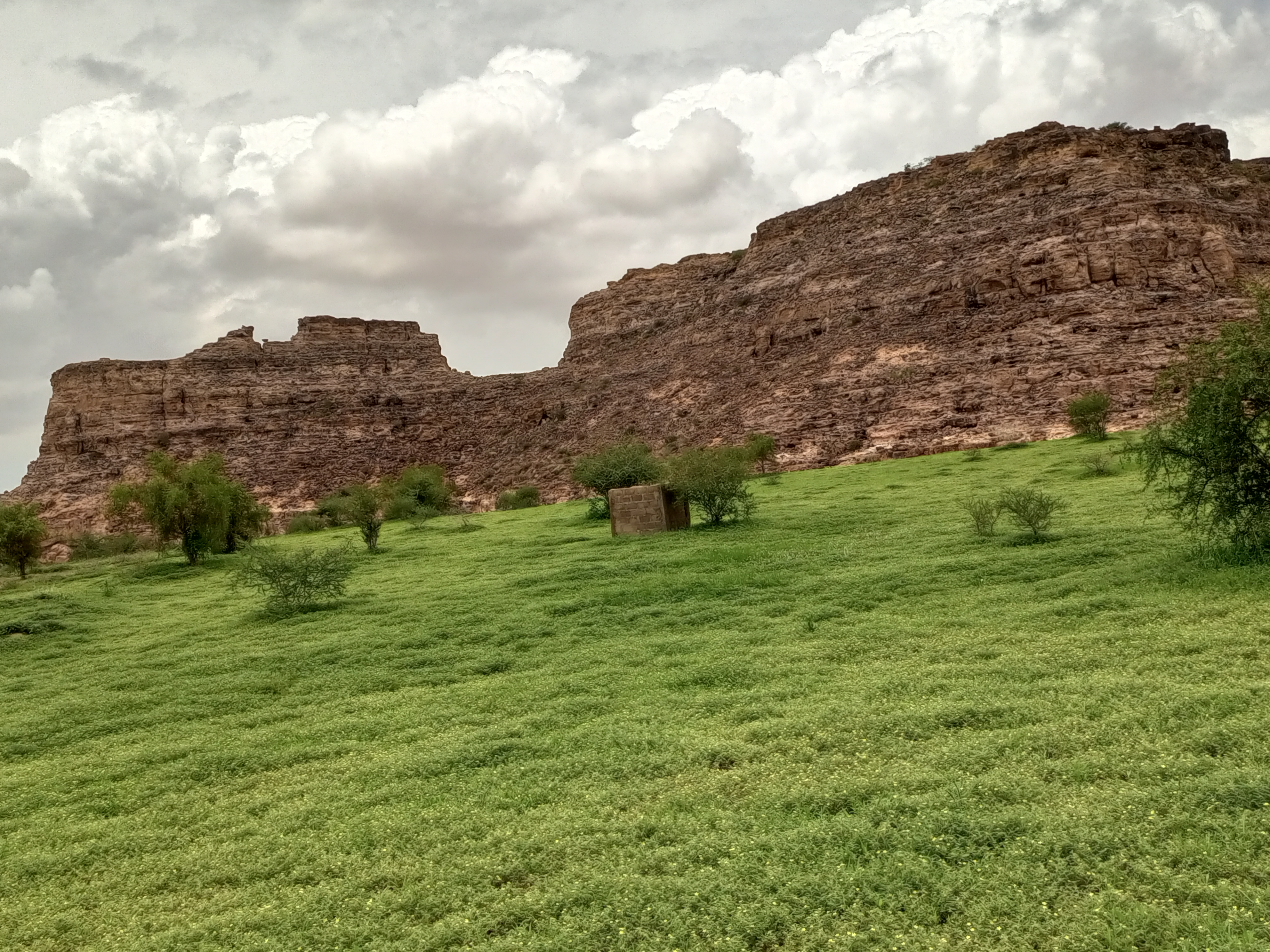
Formaciones rocosas en Níger

### Geología
La geología de Níger comprende rocas cristalinas ígneas y metamórficas muy antiguas en el oeste, de más de 2.200 millones de años de antigüedad, formadas a finales de los eones Arcaico y Proterozoico del Precámbrico. La cuenca del Volta, el macizo de Air y la cuenca de Iullemeden empezaron a formarse en el Neoproterozoico y el Paleozoico, junto con numerosos complejos anulares, a medida que la región experimentaba acontecimientos como la glaciación y la orogenia panafricana. En la actualidad, Níger cuenta con amplios recursos minerales debido a la mineralización compleja y a la meteorización de la laterita, incluidos uranio, molibdeno, hierro, carbón, plata, níquel, cobalto y otros recursos.
Las rocas más antiguas de Níger, a lo largo de la frontera con Burkina Faso y el norte de Ghana, son anteriores a las rocas proterozoicas del Birimio, de 2.200 millones de años de antigüedad, comunes en gran parte de África Occidental. Las rocas cristalinas del basamento pre-Birimiense incluyen gneis y migmatitas metamorfoseadas a grado de anfibolita en la secuencia de facies metamórficas. 

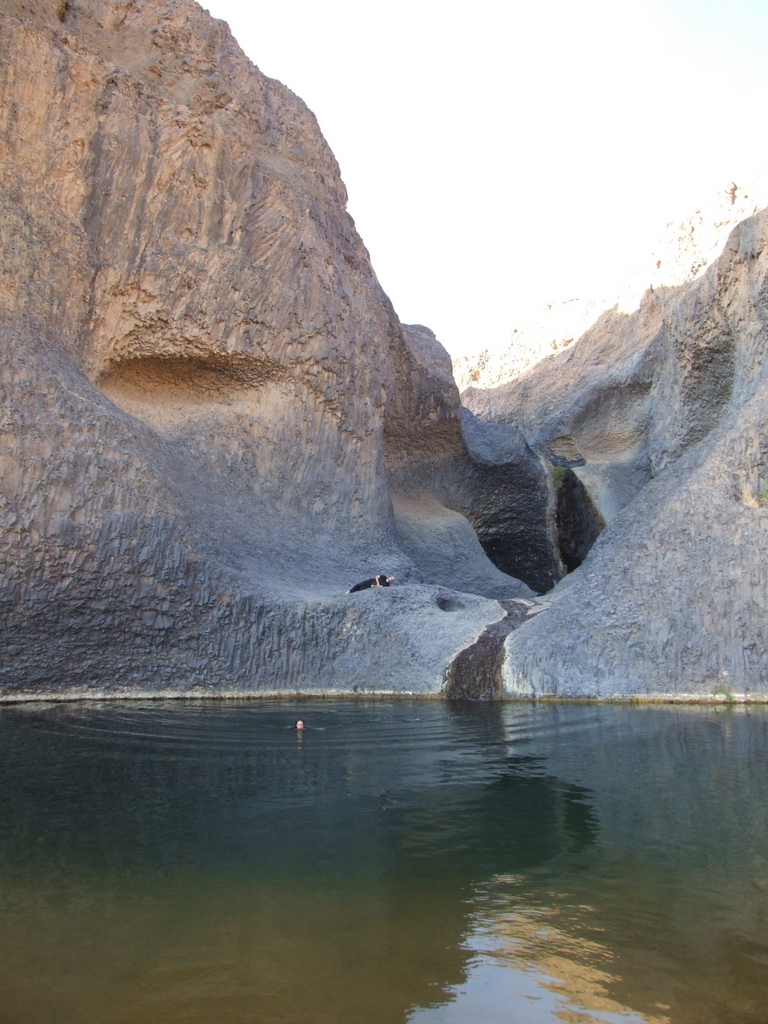
La Cascada en el Oasis de Timia

La región de Liptako, al oeste, presenta anfibolita, cloritoesquisto, meta-andesita, meta-arkosa, cuarcitas micáceas y gneis granate, que son más jóvenes. Estas rocas se formaron después de un complejo granito-gneis en la zona, pero antes de las fangolitas, tobas, cuarcitas, conglomerados y grauvacas de los yacimientos de Amarasinde y Bellekoire. Estas rocas del Supergrupo Birimiano Superior están intruidas por granitos más jóvenes.
El Macizo del Aire comenzó a formarse en el Precámbrico. Más de la mitad de las rocas del basamento del macizo son metamórficas, como el micasquisto mesozonal de Edoukel, el gneis de Azanguerene, la letpinita de Tafourfouzete y la posible ofiolita de la formación Aouzeueur.
El sinclinal de la cuenca del Volta, a lo largo de la frontera con Burkina Faso, contiene rocas neoproterozoicas, siendo las más antiguas las situadas cerca del borde de la cuenca. Después del 50 por ciento de rocas del basamento que son metamórficas, el resto de las rocas del macizo aéreo tipo Renatt y granito tipo Dabaga, que se formaron durante el evento de construcción de montañas de la orogenia panafricana hace 600 millones de años. 
Durante el Cámbrico, a medida que la vida pluricelular se hizo común, el magmatismo anorogénico formó complejos anulares, que ahora comprenden 30 macizos diferentes en la provincia granítica más joven de Níger-Níger. Los macizos cámbricos más antiguos se formaron en el norte.

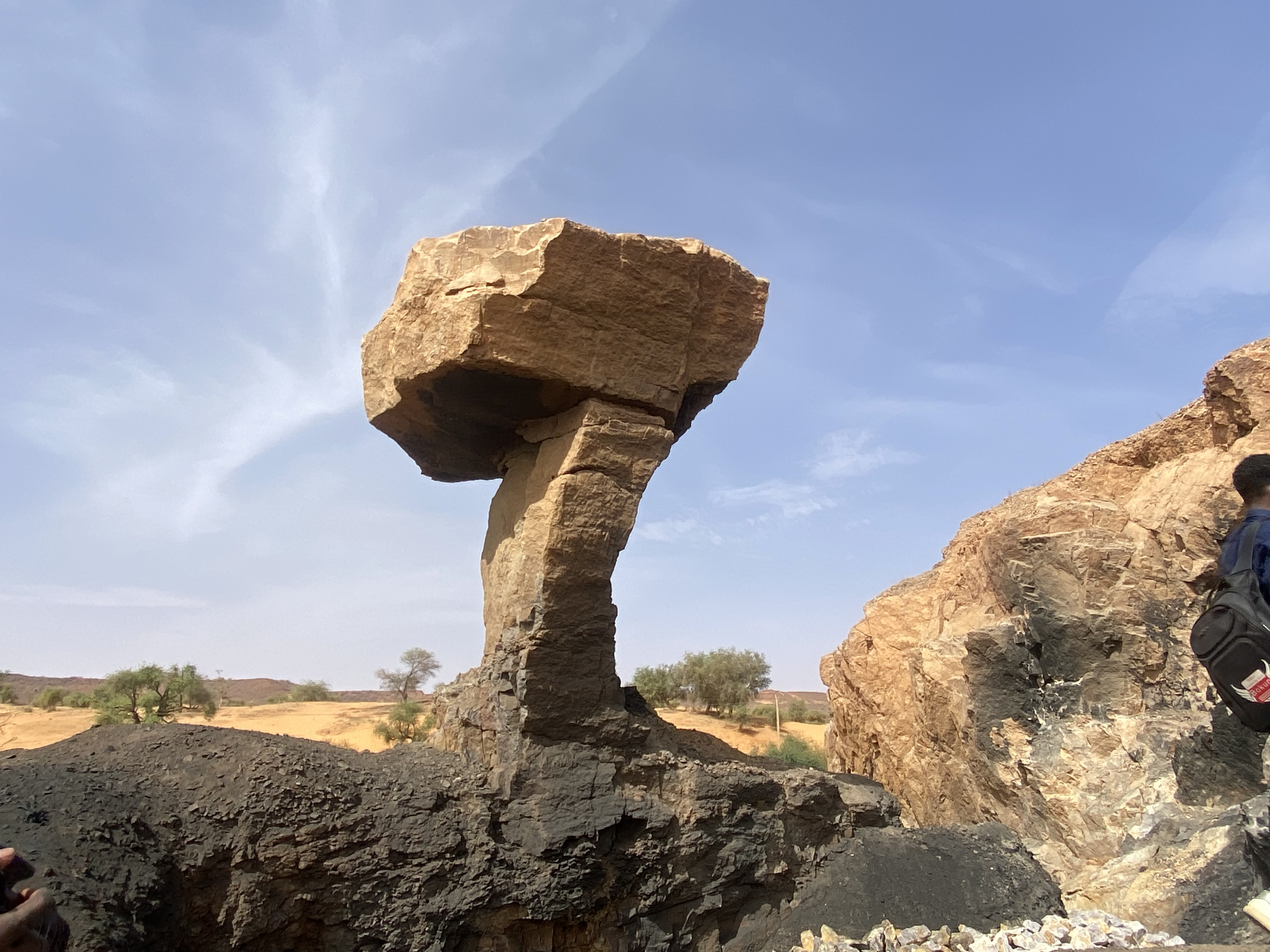
Formaciones en la llamada Cueva de la hiena (Grotte d'hyène)

A lo largo del Paleozoico se formaron en el macizo de Air complejos anulares con una gran variedad de estructuras y tipos de roca. De hecho, el Macizo del Aire posee el mayor anillo-dique del mundo, con un diámetro de 65 kilómetros. Los geólogos subdividen los distintos complejos de anillos en tres tipos diferentes. El tipo Taghouaji tiene rocas plutónicas alcalinas y puede tener granitos peraluminosos, mientras que el tipo Goudai es principalmente de rocas volcánicas ácidas. El tipo Ofoud es el más variado, con gabros, granitos y anortosita.
La cuenca de Iullemeden en Tamesna comenzó a formarse en el Paleozoico. El centro de la cuenca fue levantado por la orogenia hercínica para formar los montes Hoggar. Las rocas sedimentarias del Paleozoico se engrosan hacia las montañas y hacia el sur. Al este de Tamesna, las rocas sedimentarias del Cámbrico y el Ordovícico tienen hasta 500 metros de espesor e incluyen conglomerados y areniscas. Existe una discordancia entre estos depósitos y los sedimentos glaciares, asociada a la glaciación generalizada y al enfriamiento global del evento de extinción Ordovícico-Silúrico. En orden ascendente, los depósitos glaciares están recubiertos por lutitas graptolíticas del Silúrico temprano, areniscas y lutitas del Devónico y areniscas deltaicas del Carbonífero temprano.
Una capa carbonífera, probablemente ligada a una transgresión marina, se superpone a pizarras y calizas que contienen fósiles de coral y conodontos.
Una transgresión marina en el Cenomaniense, durante el Mesozoico tardío, coronó la cuenca de Iulllemeden con rocas sedimentarias marinas, a menudo sobre rocas sedimentarias terrestres del Cretácico Temprano. La región permaneció inundada hasta bien entrado el Cenozoico, durante todo el Paleoceno, antes de secarse y pasar de la deposición de sedimentos marinos a la de sedimentos continentales.

### Ecología

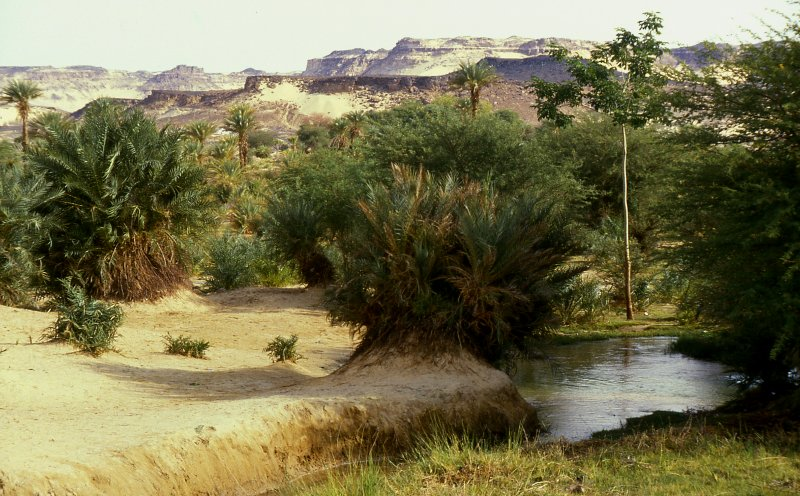
Oasis de Bilma.

Las altas temperaturas y el clima desértico ponen al territorio nigerino en permanente peligro a causa de las sequías periódicas. El poco riego artificial y la escasa superficie de tierras cultivables conllevan otros problemas, como el sobrepastoreo y la desertificación antrópica.
Otros problemas ecológicos del país son la caza furtiva, la presión sobre las numerosas especies en peligro de extinción, la erosión y la deforestación.
Los principales biomas presentes en Níger son el desierto, al norte, y la sabana, al sur. Según WWF, las principales ecorregiones presentes en Níger son, de norte a sur el desierto del Sahara, la estepa y sabana arbolada del Sahara meridional, la sabana de acacias del Sahel y la sabana sudanesa occidental.
Además, están presentes el monte xerófilo del Sahara occidental en las montañas de Air, y la sabana inundada del lago Chad, alrededor del lago Chad, en el sureste.

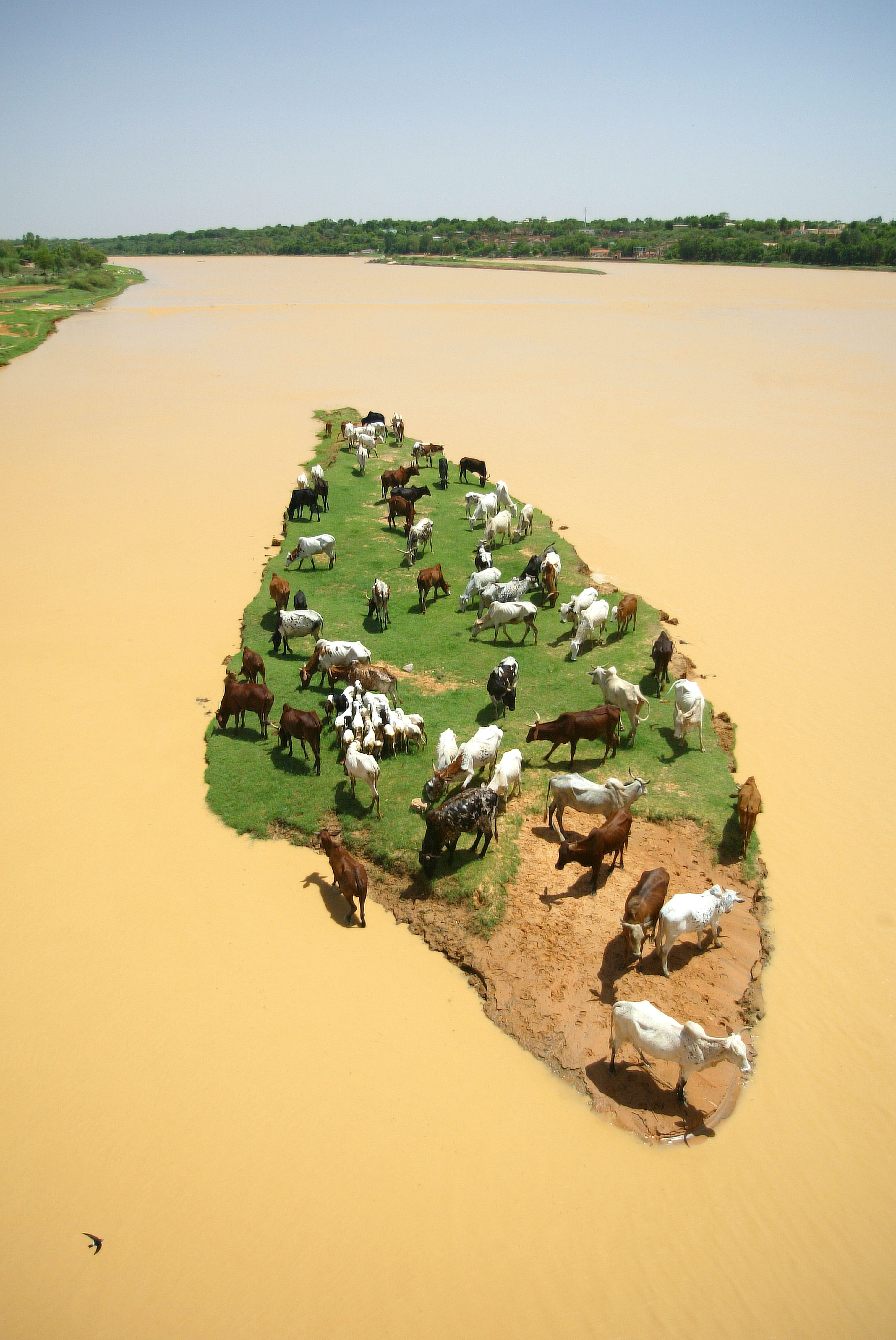
El ganado pastando en una isla del Níger.

### Flora y Fauna
La fauna y la flora de Níger constituyen una gran riqueza natural. Las zonas protegidas del país suman unos 8,5 millones de hectáreas (21 millones de acres), lo que equivale al 6,6% de la superficie terrestre del país, cifra que se espera alcance con el tiempo el objetivo del 11% fijado por la UICN con la incorporación de más zonas a la categoría de reserva. La conservación de la fauna salvaje está garantizada por las leyes y normativas promulgadas por el gobierno de Níger, que ha impuesto una prohibición permanente de la caza para que animales como leones, hipopótamos y jirafas estén a salvo en su hábitat natural.
En Níger hay 136 especies de mamíferos, de las cuales dos están en peligro crítico, dos en peligro, nueve son vulnerables y una está casi amenazada. Una de las especies incluidas en la lista de Níger ya no se encuentra en estado salvaje. Bird Life International ha censado 528 especies de aves, de las cuales tres están amenazadas a nivel mundial y una es introducida; aún pueden descubrirse muchas especies en la rica avifauna de este lugar a pesar de la escasa vegetación.
El Iullemeden, un rico acuífero subterráneo, subyace a Níger y a sus vecinos Malí y Nigeria. Se vigila de cerca y estos países intentan frenar la sobreexplotación bajando los niveles de agua redonda y reduciendo el almacenamiento en el lago Chad y los caudales perennes del río Níger. La fauna depende en gran medida de esas fuentes.
La gacela dama (Nanger dama) se ha convertido en un símbolo nacional. Bajo el nombre hausa de meyna o ménas, la dama aparece en el escudo de la selección nacional de fútbol de Níger, que se llama popularmente los Ménas.

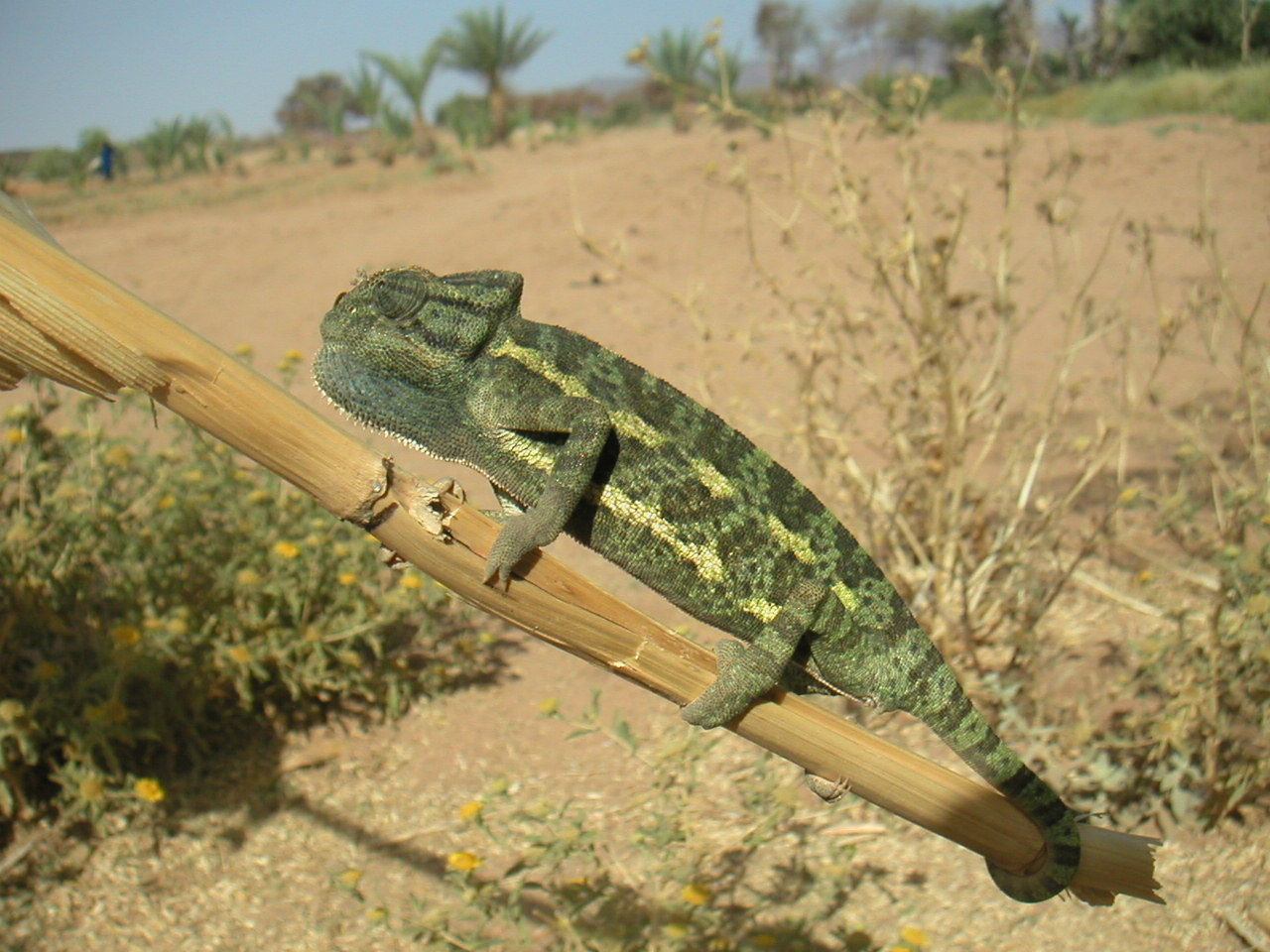
Camaleón Africano (Chamaeleo africanus) en Níger

Las leyes coloniales francesas fueron la base inicial de la legislación medioambiental. La caza se prohibió oficialmente en 1974. Desde la independencia, se han promulgado leyes y el gobierno de Níger ha creado un gran número de reservas de fauna y parques nacionales.
Aunque el país no carece de leyes sobre el agua, los bosques y los árboles de las tierras cultivables, la flora y la fauna, el principal problema estriba en establecer un mecanismo de aplicación adecuado. Persiste una sensación general de falta de utilidad de la fauna.
Sin embargo, algunos habitantes de algunas regiones sienten la necesidad de preservar algunas especies de aves y bosques sagrados para la posteridad. En las Montañas del Aire, cerca de Tchirzorone, un morabito (líder religioso) local impide la destrucción de árboles y animales. También se conservan por sus cualidades medicinales. De hecho, la llegada de la cigüeña de Abdim (Ciconia abdimii) es un indicio de la llegada de la estación de los monzones, que los agricultores toman como una señal para preparar sus campos para las lluvias y los cultivos de la nueva temporada.

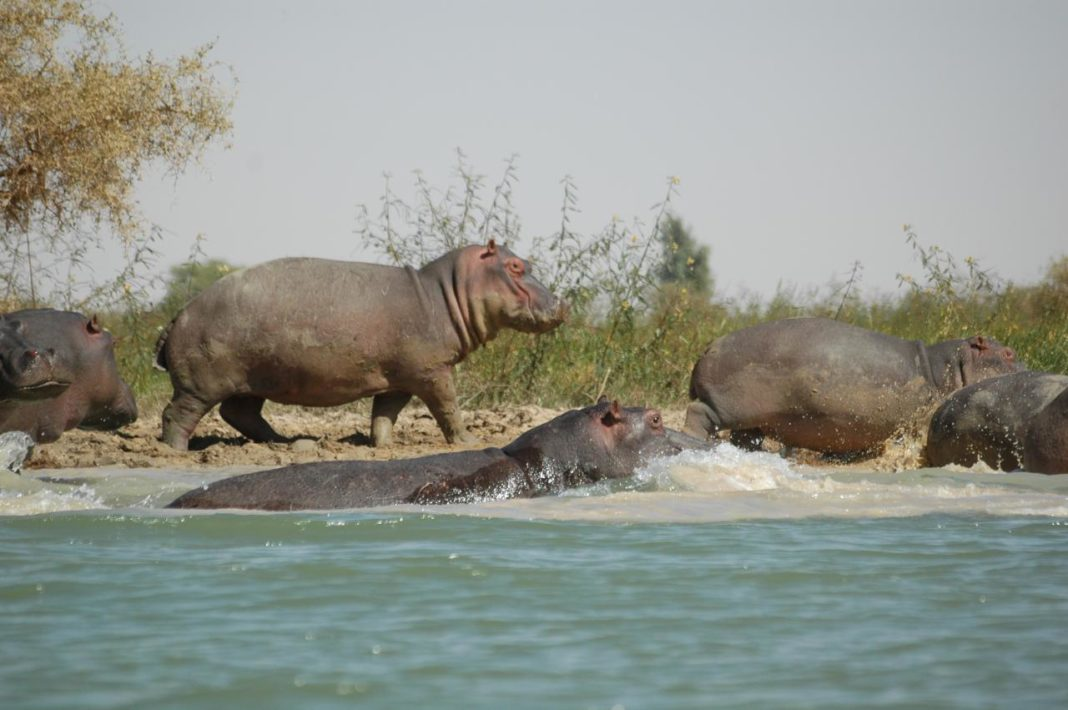
Un Santuario de Hipopótamos (Hippopotamus amphibius) en Níger

El Estado depende en gran medida de las instituciones internacionales y las ONG para la conservación de la fauna, ya que sus finanzas son insuficientes para hacer frente a los gastos anuales.
Los ecosistemas desérticos dominan la topografía terrestre de Níger. A pesar de este clima árido, cuenta con 2.124 especies vegetales, de las cuales 210 tienen valor nutritivo (especialmente importante en épocas de hambruna). La vegetación floral en la fauna de Níger es muy limitada debido a las condiciones climáticas. Las especies florales de la región de la sabana suelen ser Bombax costatum, una de las ceibas; Adansonia digitata, uno de los baobabs; caoba de África occidental (Khaya spp.) o caoba africana (Afzelia africana); especies de karité; la hierba espinosa, Cenchrus biflorus; y acacias. La superficie forestal total declarada de 11,2 millones de hectáreas representa el 8% de la superficie terrestre del país, incluido un 0,65 de bosques clasificados.

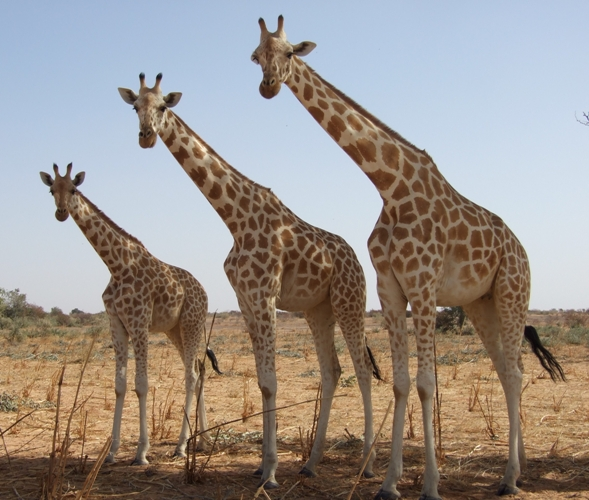
Grupo de Jirafas en Koure al suroeste de Níger

Hay 3.200 especies de fauna, entre las que se incluyen 2.021 insectos. Las condiciones topográficas y climáticas del país han dado lugar a una fauna dominada por especies raras como el elefante africano (Loxodonta africana), la hiena rayada, guepardo del noroeste de África (Acinonyx jubatus hecki), antílope acuático, leopardo africano (Panthera pardus pardus), león del oeste de África (Panthera leo senegalensis), facóquero común (Phacochoerus africanus), oryx cimitarra (Oryx dammah), hipopótamos (Hippopotamus amphibius) en el río Níger, cocodrilos, víboras cornudas, lagartos, pitones, manatíes, la endémica jirafa nigeriana (Giraffa camelopardalis peralta) en peligro de extinción, la gacela dama, en peligro crítico de extinción, símbolo nacional de Níger (llamada meyna o ménas en lengua hausa, así como la gacela de Soemmerring (Nanger soemmerringii), la gacela de Grant (Nanger granti) y la gacela de cuernos finos (Gazella leptoceros).
El número de especies de avifauna citadas es de 528 a 530. Se conocen seis especies de rapaces. Hay 41 aves migratorias que visitan Níger procedentes de Europa. Las aves migratorias son habituales durante la estación de lluvias, cuando la zona árida se convierte en un humedal temporal. Los tipos de especies encontrados son aves acuáticas y rapaces. También se observa que algunas especies de aves, como los ruiseñores y los whinchats, emigran durante la temporada estival a los jardines de Europa. El país no cuenta con ninguna especie de ave endémica o casi endémica.

## Economía

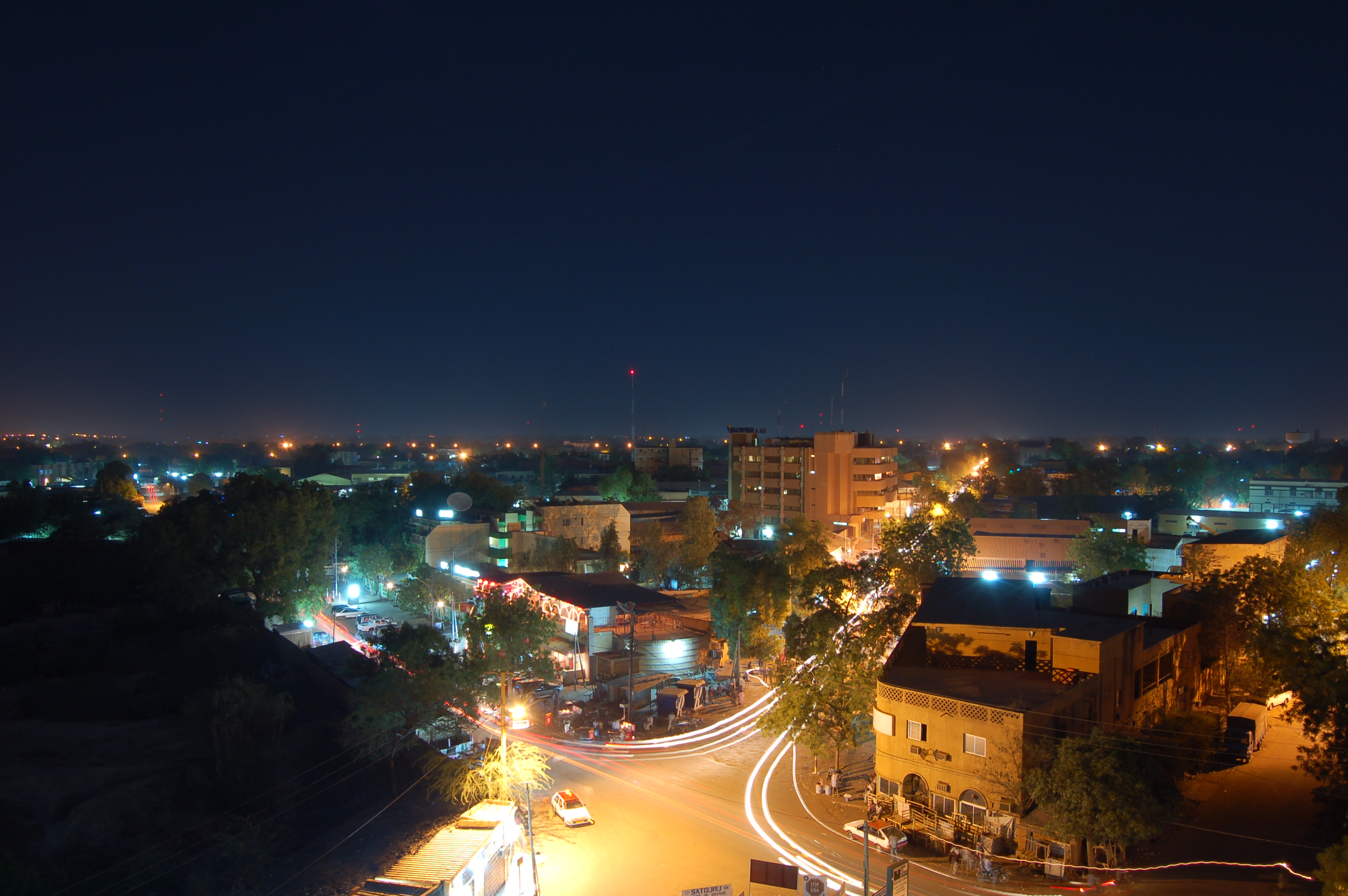
Vista nocturna de Niamey.

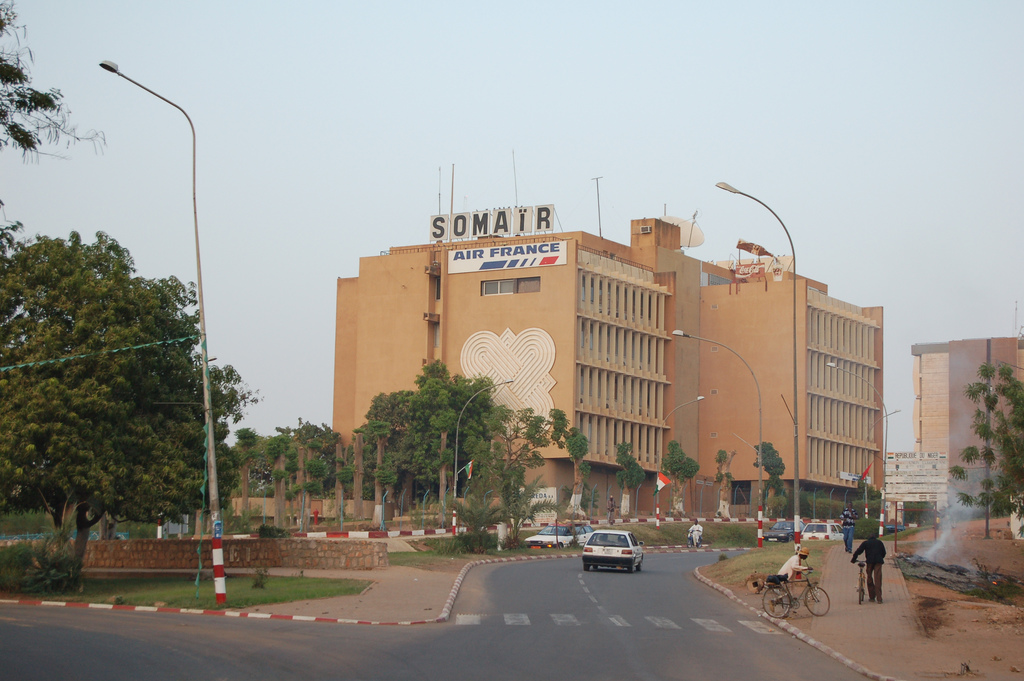
Edificio de Somair.

La economía de Níger es una de las menores de los países periféricos y está basada en el pastoreo y la agricultura. La explotación del uranio corresponde por su parte al 31% de los ingresos por exportaciones, siendo el tercer productor mundial de ese mineral.
El norte y este de Níger, constituido por el altiplano del Djad y parte del desierto de Teneré, es aprovechado por comunidades nómadas para el pastoreo de ganado bovino y caprino. El sur y el oeste, con mayores precipitaciones, está constituido por población sedentaria dedicada a la agricultura del mijo y el sorgo, que constituyen el alimento básico de la población. El cacahuete se dirige a la exportación. Apenas quedan restos de bosques que hasta mediados del siglo XX ocupaban la parte sur del territorio y que fueron talados para usarse como leña.
La escasa actividad agropecuaria está limitada por los apenas 660 km² de tierras con regadío y el apenas 3,9% de la superficie nacional que es apta para los cultivos. Además de los cultivos mencionados, Níger produce camote, maíz, arroz, plátanos y tomates.
En 2000 Níger fue reconocido como un país en vías de desarrollo altamente endeudado o HIPC.
Según el Índice mundial de innovación, a cargo de la Organización Mundial de la Propiedad Intelectual, en 2024, Níger se ubicó en lugar 132 en innovación entre 133 países del mundo; mientras que en 2023 ocupó el lugar 131 y el lugar 125 en 2022.

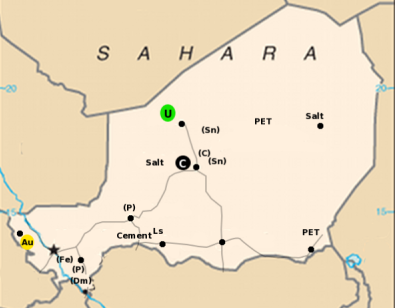
Sitios de extracción minera en Níger.

### Minería
El principal producto minero es de lejos el uranio, una industria que ha recibido grandes inversiones extranjeras, en particular de la compañía francesa Areva, que en 2009 estuvo a la cabeza de una inversión de más de mil quinientos millones de dólares para la construcción de la segunda mina más grande del mundo de este mineral.
Otros recursos mineros son carbón, hierro, fosfato, oro y petróleo. La industria está casi exclusivamente vinculada a la agricultura en forma de transformación y envasado de productos agrícolas. En 2002 ocupa el tercer puesto como exportador mundial de mineral de uranio que constituye el 80 % del valor total de las exportaciones del país.
Otros productos minerales son estaño, zinc, molibdeno, hierro y el fosfato de sodio. Las minas de sal de Agadez y Bilma son explotadas de forma artesanal por las caravanas que la transportan a las grandes ciudades de Níger y Benín.

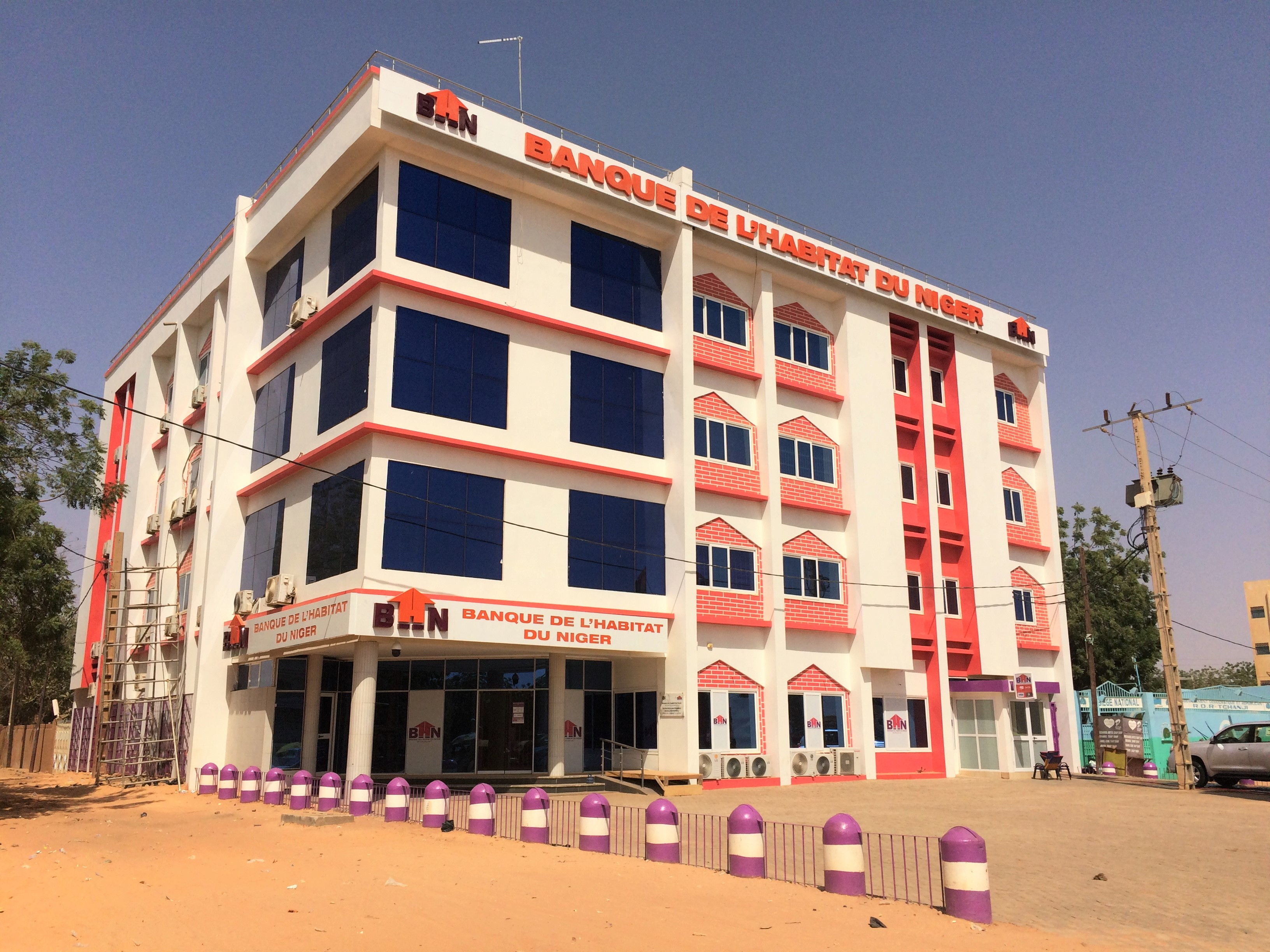
Banco del Hábitat en Níger

### Comercio exterior
La moneda de Níger es el franco CFA, que en 2005 tenía una paridad con el dólar estadounidense de 525,85. Su renta, de 900 dólares per cápita (2004), es una de las más bajas del mundo. La inflación ronda el 3% anual (2002).
Níger arrastra una deuda pública externa de 1600 millones de dólares (2002). Las inversiones extranjeras son escasas, salvo las derivadas de la explotación del uranio. El país está altamente endeudado con el Fondo Monetario Internacional y el Banco Mundial.
La balanza de pagos es desfavorable, manteniéndose un comercio activo con Francia que importa buena parte del uranio, y con los países vecinos del sur como Nigeria y Ghana. Exporta uranio, ganado y garbanzos a Francia (43,4% de las exportaciones), Nigeria (35%), España (4,5%) y Estados Unidos (3,9%), e importa principalmente maquinarias, cereales y petróleo provenientes de Francia (18,6% de las importaciones), Costa de Marfil (13,4%), Estados Unidos (9,6%) y Nigeria (7,6%). Las importaciones se centran en maquinaria, petróleo y algodón.

### Turismo

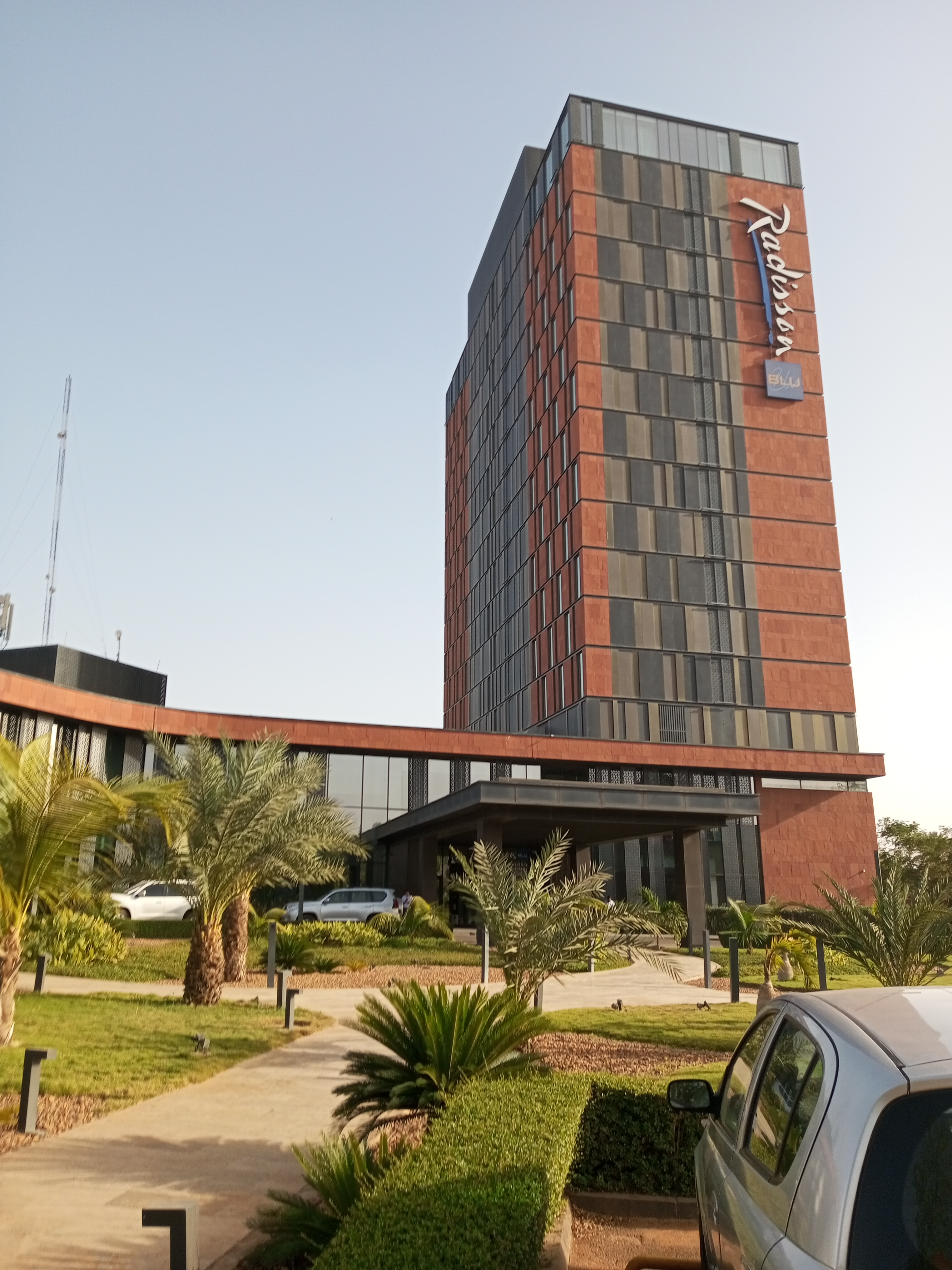
El Hotel Radisson Blu en Niamey

El turismo en Níger es relativamente limitado. La mayor parte de la industria turística se encuentra en el norte, donde la ciudad de Agadez permite el acceso al desierto. Otros lugares turísticos son la capital, Niamey, las zonas alrededor del río Níger y reservas como la de Kouré, conocida por las jirafas de África Occidental.
El turismo en el norte de Níger comenzó a desarrollarse en los años 70. El turismo disminuyó durante la rebelión tuareg a principios de los 90.
Existe una advertencia permanente de viaje a Níger debido al terrorismo como consecuencia de la Insurgencia en el Magreb (2002-presente) y la insurgencia de Boko Haram. Los ataques de Toumour de 2020 ocurrieron el 12 de diciembre de 2020, cuando militantes de Boko Haram atacaron el pueblo de Toumour, matando a 28 personas e hiriendo a unas 100 personas.
Níger está dividido en 8 regiones: Niamey, Agadez, Dosso, Maradi, Tahoua, Tillabéry, Zinder y Diffa. Cada una de ellas cuenta con determinados activos naturales y ventajas comparativas en cuanto a vestigios de civilizaciones milenarias como arqueología, historia, arquitectura tradicional, cultura, parques y zonas protegidas, fauna, flora, artesanía, etc.
El producto turístico de Níger se centra en tres destinos: Turismo Saharian en el Norte con las Montañas Azules de Aïr, los Oasis de Kawar, la Ciudadela de Djado y los vastos y míticos desiertos de Teneré, Termit y Tal, los Grabados Rupestres, los Cementerios de Dinosaurios, el Santuario de Addax, la Mezquita de Agadez, la Fuente Termal de Tafadek, la Artesanía, etc.

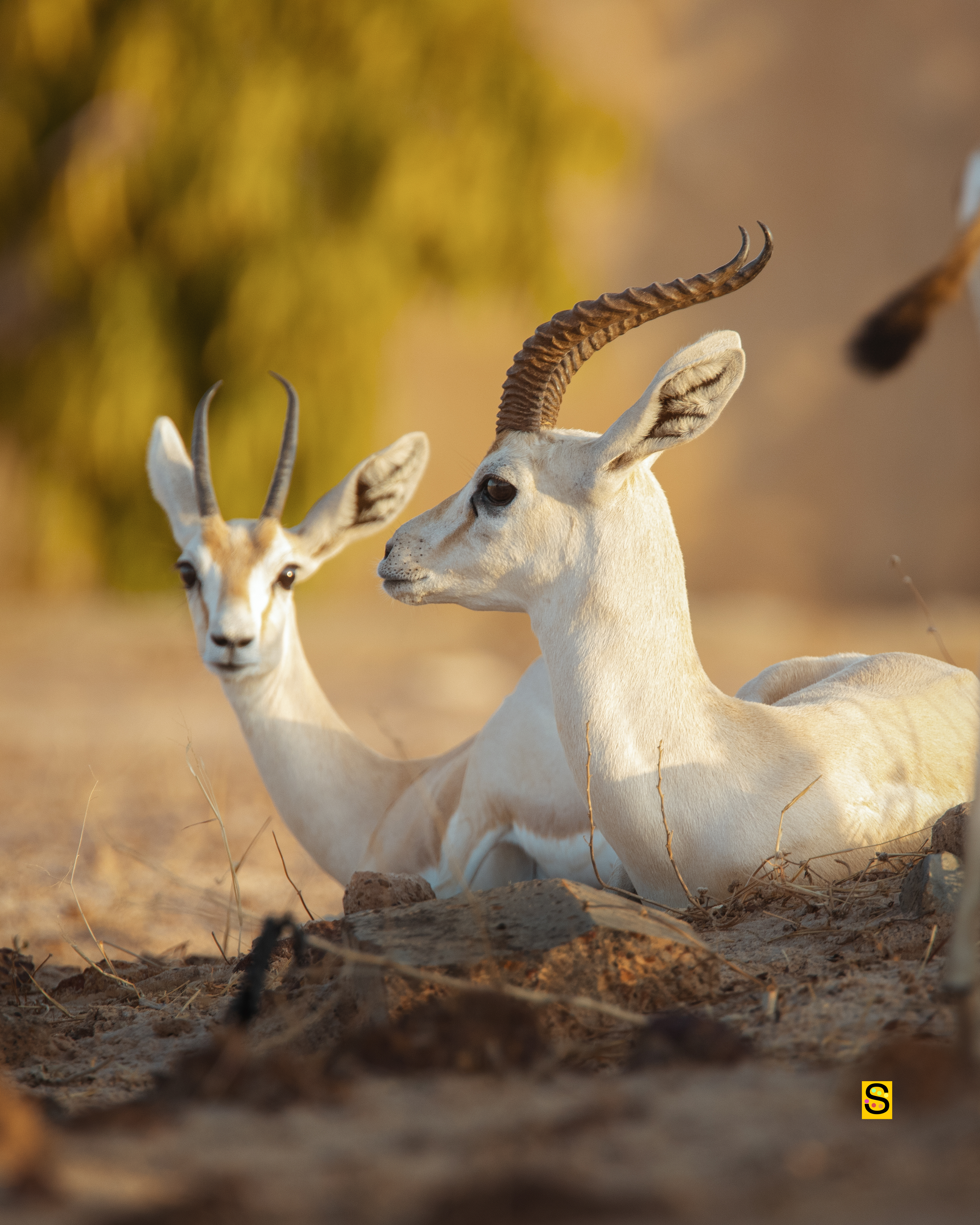
Un grupo de antílopes en Níger

Esta región es la principal atracción turística donde se encuentra una cultura auténtica aún enteramente preservada (Fiesta del Aïr y de la Cura de Sal, el Bianou bajo el ritmo hechizante del Touareg Tendé). Encrucijada de intercambios y lugar de encuentro donde se codean tuaregs, woodabé, fulani, árabes, toubous y haoussas, Agadez fue una de las grandes etapas del Rally París-Dakar.
El «turismo cultural» domina el Níger centro-oriental y presenta una rica diversidad cultural y artesanal. Es la tierra de grandes imperios africanos como Kanem Bornou, las ciudades-estado hausa y el imperio peulh de Sokoto, y de sultanatos influyentes como Damagaram. Esta región cuenta con una gran concentración de obras arquitectónicas típicas, y la influencia de la jefatura tradicional sigue estando muy presente.
Dotado de magníficos lugares turísticos y de numerosos recursos que pueden permitir el desarrollo de todas las formas de Turismo, Níger tiene gran potencial en esta área.

### Agricultura
En la región sahariana de Níger, la agricultura de regadío sólo es posible en los oasis, por ejemplo en el macizo del Aïr. Sólo la estrecha franja a lo largo de la frontera con Nigeria se encuentra en la zona saheliana y, por tanto, es apta para la agricultura de secano. La estación lluviosa es extremadamente corta, apenas tres o cuatro meses. Además, las precipitaciones son muy variables.
La mayor parte de la producción agrosilvopastoral se destina a garantizar la seguridad alimentaria de los hogares. Aunque el mijo es el cereal más consumido en Níger, el sorgo, el arroz, el maíz y el trigo también se cultivan a gran escala en el país. La mandioca, las batatas y los caupís también se cultivan a gran escala, seguidos de los cacahuetes. Algodón, sésamo, souchet y frutas, cebollas y pimientos. Los productos agrícolas sólo se cultivan en las cuencas fluviales de regadío.

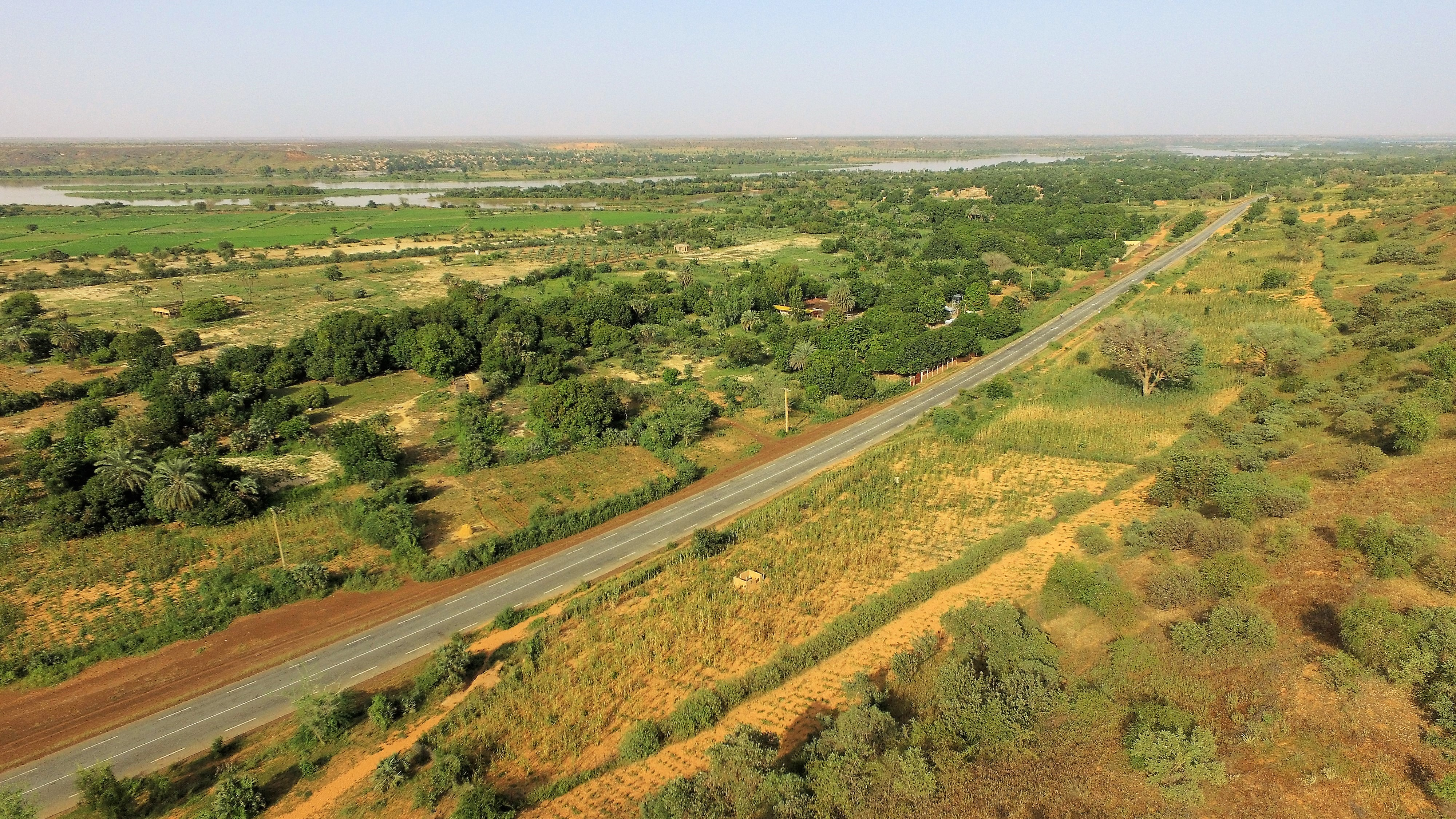
Campos agrícolas a lo largo de la Ruta N4 (Route N4) en Níger

Los animales vivos siguen siendo el producto más importante del sector ganadero. El subsector de la carne, que depende del ganado vivo, se destina al consumo local, y sólo se exportan cantidades modestas a países de África Occidental como Nigeria y Costa de Marfil.
Un problema recurrente es la deforestación a gran escala y la eliminación casi total del material vegetal tras la cosecha, de modo que las tierras cultivables dejan de estar protegidas del sol y el efecto fertilizante del material vegetal en descomposición desaparece, empobreciendo el suelo. Este problema se ha contrarrestado con una reverdecimiento sistemático desde mediados de los años ochenta. La plantación de acacia albida ha sido especialmente útil. En 2006, se habían reverdecido tres millones de hectáreas, de las cuales 250.000 ya pueden volver a utilizarse para la agricultura. Las precipitaciones en estas zonas aumentaron entre un 10% y un 20% entre 1982 y 1999.

## Demografía

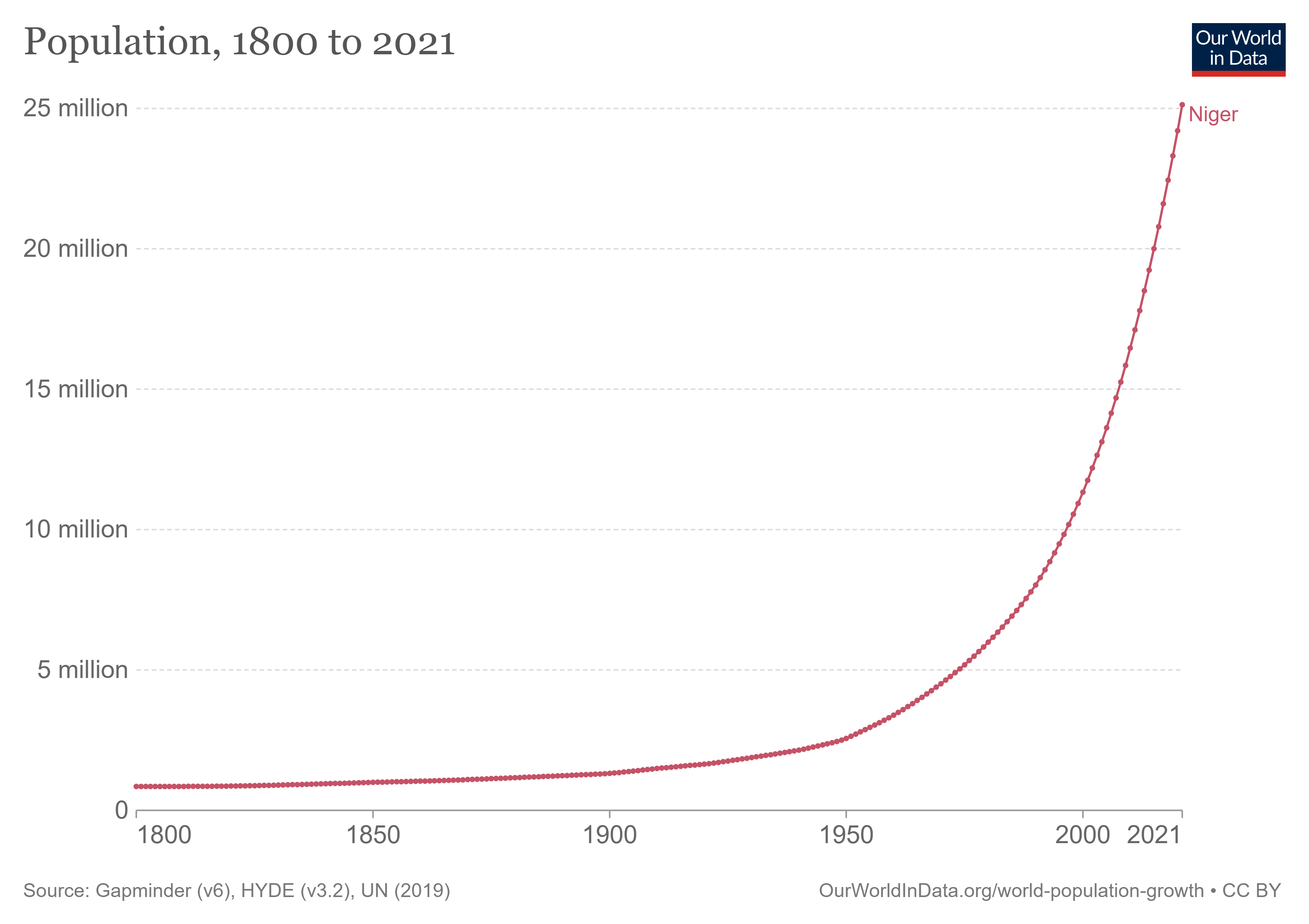
Evolución demográfica de Níger (1800-2021).

Distribución territorial aproximada de los grupos culturales del país:
Hausa
Zarma
Fulani
Kanouri
Tubu
Árabes
Gurma

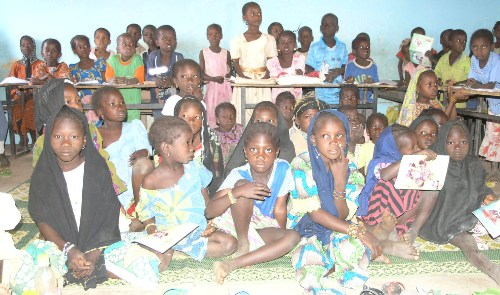
Niños en una escuela primaria.

Níger es el 52.º país más poblado del mundo, con una población estimada en 2021 de 25,2 millones de habitantes.
La composición étnica del país en 2001 era de un 55,4 % de hausas, un 21 % de zarma, un 9,3 de tuaregs, un 8,5% de peulh-fula, y un 4,7% de kanouri-manga, mientras que el resto pertenece a otras minorías como los árabes, los gourma, o los tubu. 
Se calcula que viven unos 10 000 franceses en el país. El idioma oficial es el hausa, y la lengua de trabajo es el francés (que fue el idioma oficial hasta 2025), aunque este último solo lo habla una pequeña parte de la población, concentrada prácticamente en su totalidad en Niamey. La principal lengua vernácula es el hausa, que sirve de lengua franca entre los distintos grupos étnicos, y es hablada como idioma materno por el 60 % de los nigerinos.
La esperanza de vida es de 44 años y el promedio de hijos por mujer es de 7,27, la segunda tasa más alta del mundo, lo cual está provocando un aumento poblacional nunca visto en la historia de este pobre país. Del mismo modo, su tasa de natalidad es la más alta del mundo, con 51,6 nacimientos por 1000 habitantes, aunque la de mortalidad es asimismo elevada, pues se ubica en el puesto dieciocho a escala mundial con 14,83 muertes por mil habitantes. La mortalidad infantil es de las mayores del mundo, con 116,66 fallecimientos por 1000 habitantes, y su esperanza de vida una de las más bajas. Este crecimiento demográfico, no obstante, es frenado por la emigración a países más desarrollados en búsqueda de mejores condiciones de vida.
Tan solo el 30,11 % de la población está alfabetizada. De acuerdo con estimaciones de 2012, seis localidades nigerinas sobrepasaban los 100 000 residentes; éstas eran: la capital Niamey (1 058 847 habitantes), Zinder (263 766), Maradi (188 008), Arlit (128 807), Agadez (118 647) y Tahoua (110 046).

### Evolución demográfica
Níger ha presentado durante los últimos ciento veinte años la siguiente evolución demográfica:
- 1890: 1,4 millones.
- 1900: 1,5 millones.
- 1910: 1,6 millones.
- 1920: 1,8 millones.
- 1930: 2 millones.
- 1940: 2,2 millones.
- 1950: 2,4 millones.
- 1960: 3 millones.
- 1970: 4,2 millones.
- 1980: 5,6 millones.
- 1990: 7,7 millones.
- 2000: 10,1 millones.
- 2010: 14,3 millones.
- 2020: 21,4 millones
- 2024: 25,3 millones

### Religión
El islam llegó al país en el siglo X. Entre el 80 % y el 90 % de la población es musulmana, de la cual un 95 % es sunita y solo un 5 % chiita. El resto de los nigerinos son animistas locales y católicos. No se dispone de datos sobre los ateos.

### Emigración
En 2015, la Unión Europea decidió actuar de forma más significativa para detener a los migrantes del sur. Reunidos en la capital maltesa, los representantes de los países miembros imaginaron cómo exteriorizar su lucha contra la inmigración, con la ayuda de algunos Estados africanos. A cambio de unos cientos de millones de euros de ayuda económica, las autoridades nigerinas aceptaron hacer ilegal el paso de los inmigrantes.
Desde entonces, quien permita a un inmigrante entrar o salir ilegalmente del país a cambio de un beneficio económico o material puede ser condenado a entre cinco y diez años de prisión y a una multa de hasta 5 millones de francos CFA (7.630 euros). Cualquiera que los ayude durante su estancia sin beneficiarse de ella -que les proporcione alojamiento, comida o ropa- puede ser condenado a entre dos y cinco años de prisión.
Una simple sospecha puede ser suficiente para enviar a una persona al sur del país, a veces tras una breve estancia en prisión. Según el relator especial de la ONU sobre los derechos humanos de los migrantes: "La falta de claridad del texto y su aplicación represiva -en lugar de buscar la protección de las personas- ha dado lugar a la criminalización de toda la migración y ha llevado a los migrantes a esconderse, haciéndolos más vulnerables a los abusos y a las violaciones de los derechos humanos".

### Fecundidad
El país tiene la tasa de fecundidad más alta del mundo, con una media de 6,68 hijos por mujer en 2023. En 2015, una de cada dos personas tenía menos de 15 años. Según el Fondo de las Naciones Unidas para la Infancia (UNICEF), el 30% de las niñas se casan antes de los 15 años y el 75% antes de los 18 años. Estos matrimonios suelen interrumpir la escolarización de las niñas. La carga de trabajo diaria de las mujeres rurales oscila entre 16 y 18 horas, lo que les deja muy poco tiempo para sus hijos. Cerca del 60% de las mujeres creen que puede estar justificado que un hombre pegue a su mujer.

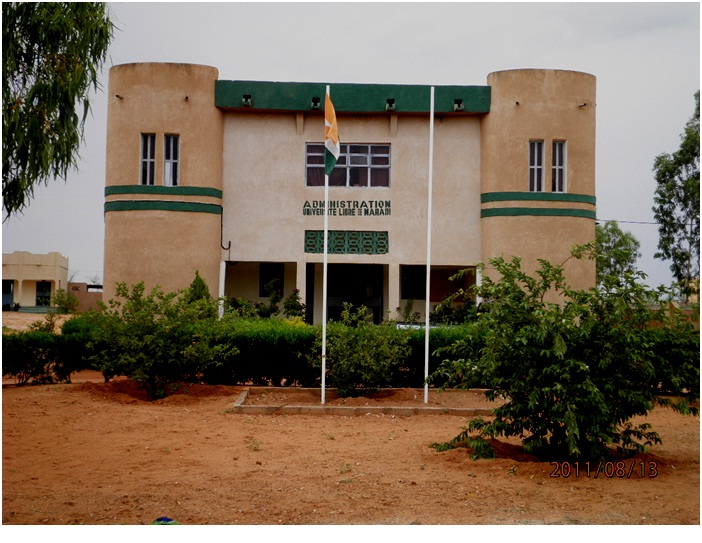
Universidad Libre de Maradi

Esta demografía galopante se explica tanto por el peso de las tradiciones patriarcales como por el de la religión, pero también por la idea de que los niños proporcionan mano de obra agrícola gratuita. Sin embargo, debido a la presión demográfica y al calentamiento global, la tierra cultivable es cada vez más escasa y menos productiva. Con la población a punto de duplicarse de nuevo en las próximas dos décadas, el Gobierno puso en marcha programas de concienciación sobre la anticoncepción para las mujeres a finales de la década de 2010. Según un informe publicado en 2019, solo una de cada dos niñas va a la escuela primaria, una de cada 10 a la secundaria y una de cada 50 a la preparatoria, mientras que la duración media de la escolarización de todos los niños es de dieciocho meses.

### Educación
La educación en Níger, o el sistema educativo nigerino (système éducatif nigérien), abarca todas las instituciones públicas y privadas de Níger cuya función es proporcionar y desarrollar el sistema educativo en todo el país.

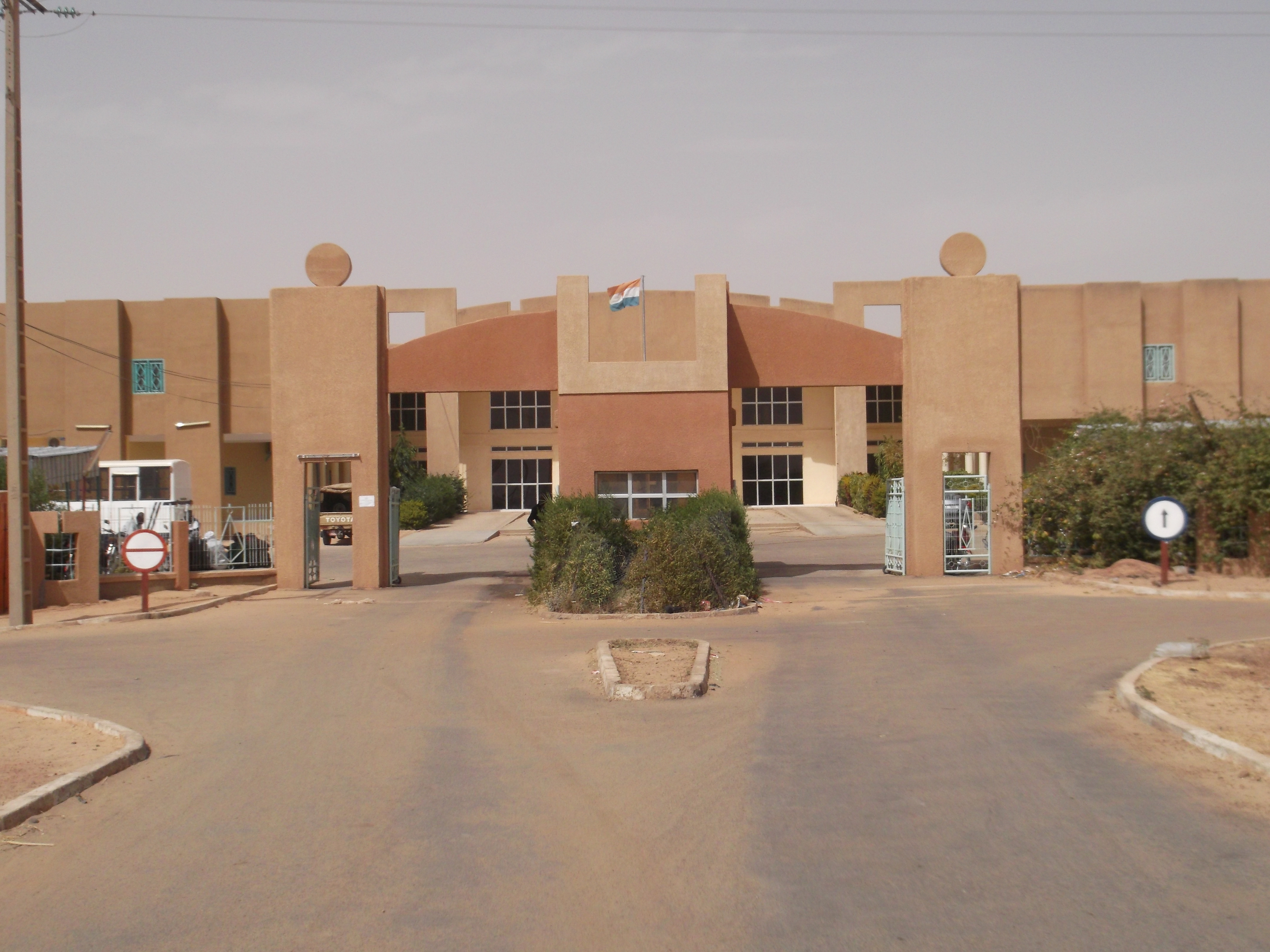
Universidad de Zinder

La mayoría de las escuelas de Níger son públicas, laicas y obligatorias de los 6 a los 16 años. Se inspira en parte en el modelo educativo francés. La tasa de escolarización en primaria era del 63,2% en 2012 para el conjunto del país, incluido el 57,6% para las niñas. Las jóvenes tienen grandes dificultades para acceder a la educación, a pesar de la asistencia de UNICEF y otros grupos de ayuda. Níger tenía una tasa de alfabetización del 30,11% en 2012, mientras que la tasa de analfabetismo era del 89% en 2001. El gobierno ha llevado a cabo varias campañas de sensibilización con la ayuda de otros países. Dada la desigual distribución de la población en el país, cada una de las ocho regiones debe encontrar una solución a este problema.
Níger cuenta con varias universidades: Abdou-Moumouni, Agadez, Diffa, Dosso, Say, Dan Dicko Dankoulodo en Maradi, Libre de Maradi, Tahoua, Tillabéri, Zinder y la Universidad Estadounidense Maryam Abacha Níger.

## Transporte

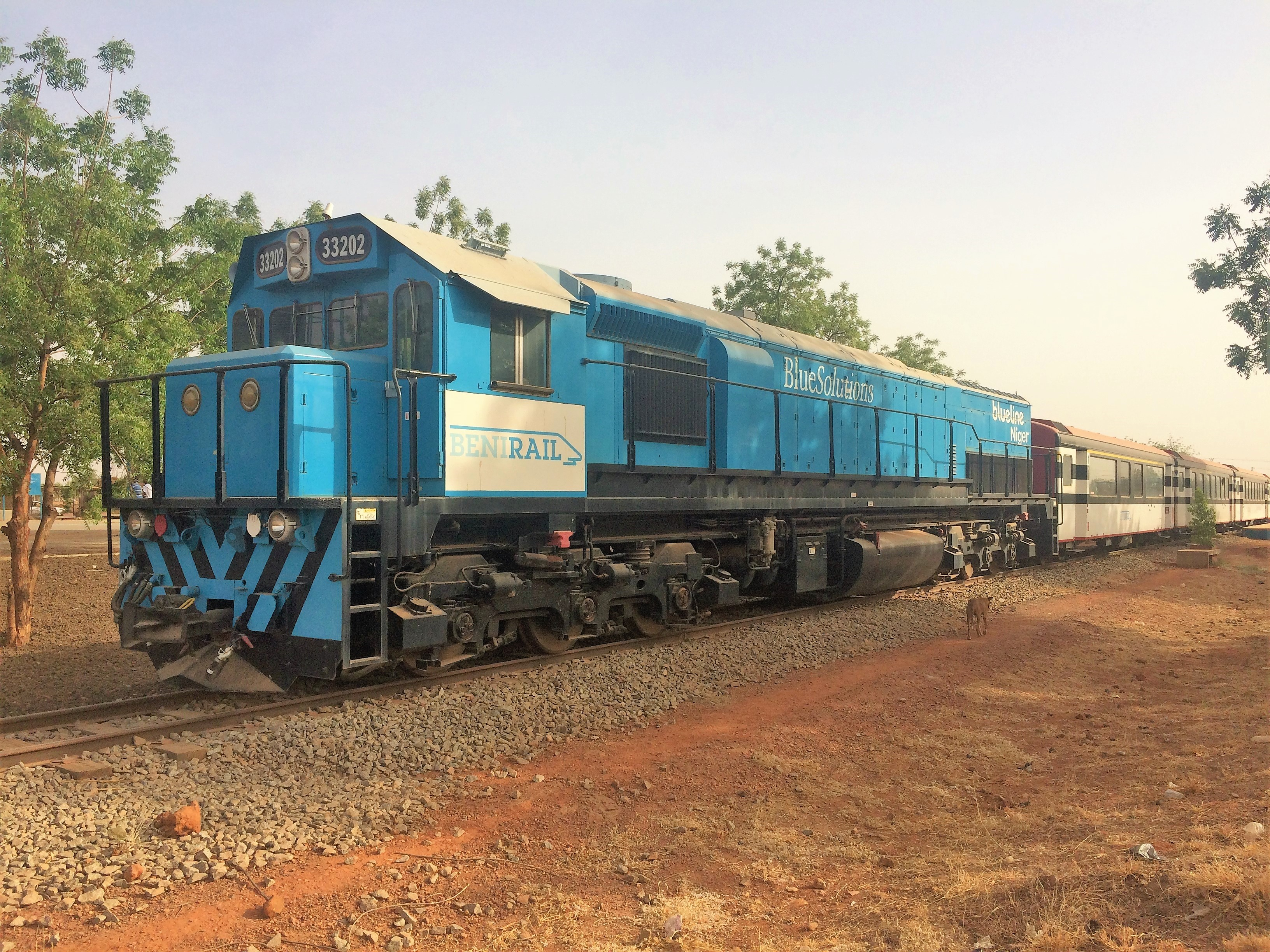
Un Tren en el estación ferroviaria de Niamey

El sistema de transporte de Níger estaba subdesarrollado durante el periodo colonial (1899-1960), y dependía principalmente de los animales, las personas y el limitado transporte fluvial en el extremo suroeste y sureste. Durante la época colonial no se construyeron ferrocarriles y las carreteras fuera de la capital seguían sin asfaltar. El río Níger no es apto para el transporte fluvial a gran escala, ya que carece de profundidad durante la mayor parte del año y se ve interrumpido por rápidos en muchas zonas. El transporte en caravanas de camellos ha sido históricamente importante en las regiones del desierto del Sahara y el Sahel, que cubren la mayor parte del norte de Níger. También se utiliza en la zona del Sahel, donde se encuentra la capital, Niamey.
Los transportes, incluidos los vehículos, las carreteras, los aeropuertos y las autoridades portuarias, están controlados por el Departamento de Transportes Terrestres, Marítimos y Aéreos del Ministerio de Transportes nigerino («Ministère des Transport et de l'aviation civile/Direction des Transports Terrestres, Maritimes et Fluviaux»). Los controles fronterizos y los derechos de importación y exportación son supervisados por la policía fiscal independiente, la «Police du Douanes». El control del tráfico aéreo está supervisado y gestionado conjuntamente con la ASECNA panafricana, con base en una de sus cinco zonas de tráfico aéreo en el aeropuerto internacional Hamani Diori de Niamey. Una organización no gubernamental, el Consejo Nigeriano de Usuarios de Transportes Públicos («Conseil Nigérien des utilisateurs des Transports Publics CNUT»), aboga en nombre de los usuarios del transporte público, incluidas las carreteras y los aeropuertos.

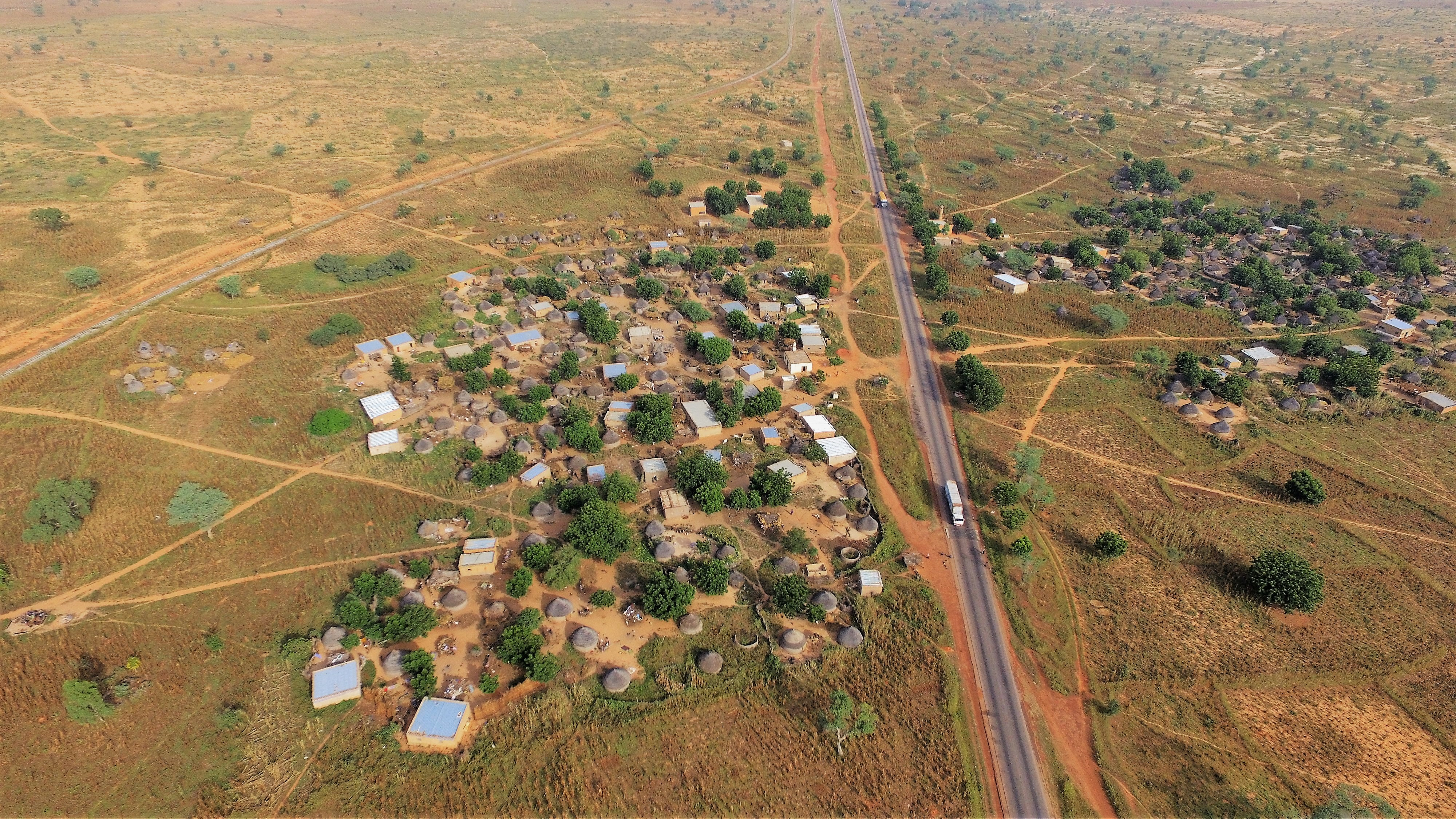
La Ruta Nacional 1 de Níger a su paso por la localidad de Gounoubi

Fuera de las ciudades, en las décadas de 1970 y 1980 se construyeron las primeras grandes carreteras asfaltadas desde la ciudad septentrional de Arlit hasta la frontera con Benín. Esta carretera, denominada Autopista del Uranio, atraviesa Arlit, Agadez, Tahoua, Birnin-Konni y Niamey, y forma parte del sistema de autopistas transaharianas.
Otra autopista asfaltada va de Niamey a Diffa, en el extremo oriental del país, pasando por Maradi y Zinder, aunque el tramo de Zinder a Diffa sólo está parcialmente asfaltado. Partes de esta ruta son utilizadas por la autopista Trans-Sahel. El tramo de Níger tiene 837 km (de los cuales 600 km estaban en mal estado en 2000) y pasa por Niamey, Dosso, Dogondoutchi, Birnin-Konni y Maradi hasta la frontera nigerina en Jibiya.
Otras carreteras varían desde superficies de laterita para todo tipo de clima hasta tierra rallada o pistas de arena, especialmente en el árido norte.
El gobierno de Estados Unidos estimó en 1996 que había un total de 10.100 km de carreteras en Níger, con 798 km pavimentados y 9.302 km sin pavimentar, pero no distingue entre carreteras mejoradas o para todo tipo de clima y carreteras sin mejorar. En 2012, había 19.675 km de red de carreteras en todo Níger, de los cuales sólo 4.225 km estaban pavimentadas.
El sistema nacional de carreteras («Routes Nationale») está numerado y lleva el prefijo «RN», como RN1. El sistema de numeración contiene rutas o tramos que aún no están asfaltados o incluso son pistas no mejoradas. La Route Nationale n.º 25, por ejemplo, es una importante carretera asfaltada que va de Niamey a Filingué, sigue la Route Nationale n.º 26, parcialmente mejorada, hacia Abala, se desvía por una pista de tierra (llamada localmente Piste) desde los pueblos de Talcho a Sanam, donde también termina la RN26 desde otra dirección. 

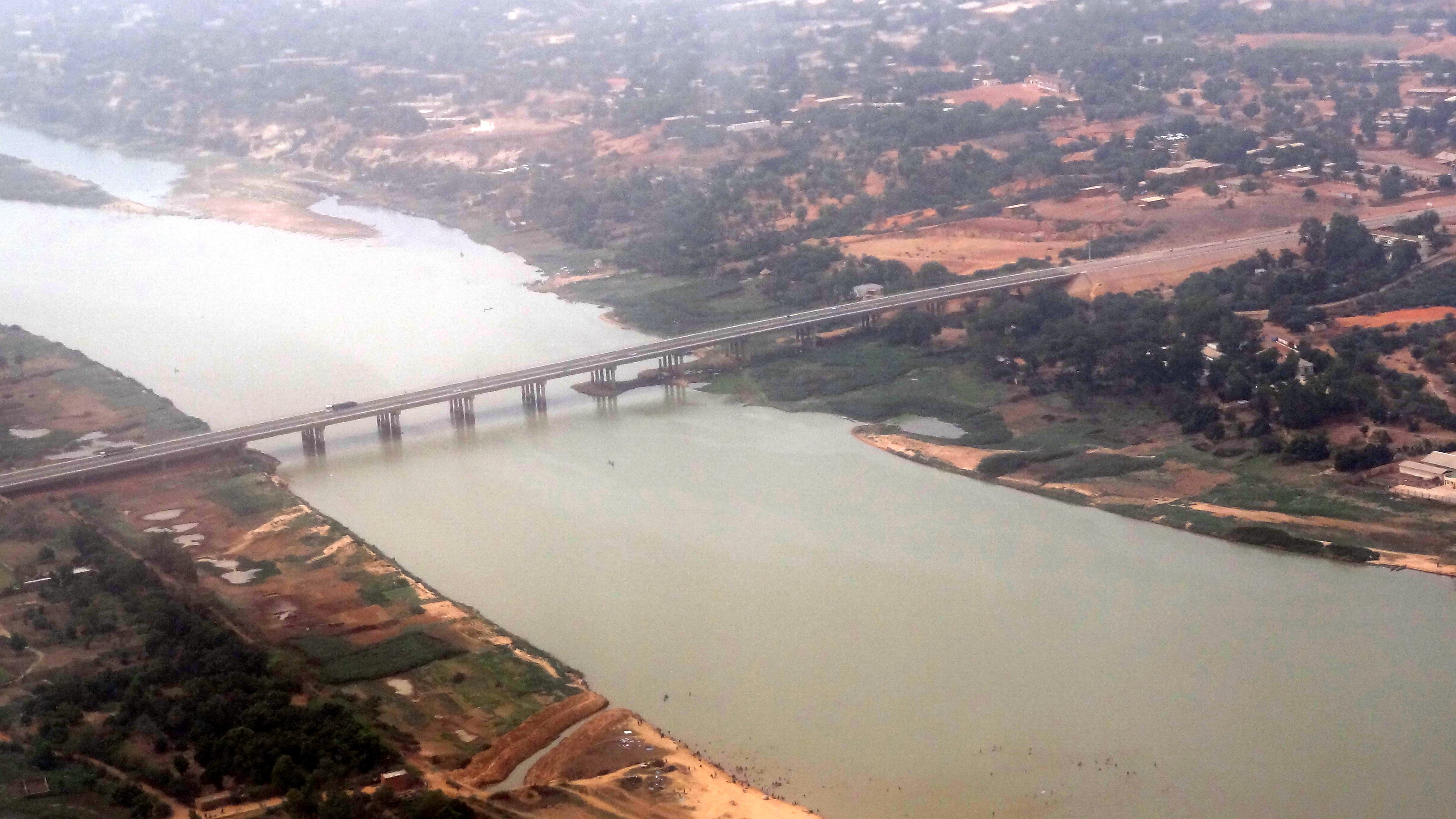
Puente de la Amistad entre China y Níger a veces llamado simplemente el Puente Chino

A continuación, la RN25 continúa por una pista a través de un desierto en gran parte deshabitado durante casi 100 km antes de llegar a la ciudad de Tahoua, comunicada por otras grandes carreteras asfaltadas. La principal «autopista del uranio» coincide entonces con la RN25 hasta Arlit, en el extremo norte. En consecuencia, los nombres informales de las rutas (por ejemplo, «Autopista del Uranio») tienen un propósito algo más práctico que los números de la RN.
Los nigerianos, tanto en las zonas urbanas como rurales, dependen de una combinación de vehículos de motor y animales para el transporte de sí mismos y de mercancías comerciales. El transporte por carretera es la principal forma de desplazamiento a través de las enormes distancias que separan los núcleos de población nigerianos, a pesar de que la mayoría de los nigerianos no poseen vehículo propio. En las ciudades, los sistemas de transporte público son prácticamente inexistentes, por lo que diversos servicios privados transportan a muchos habitantes urbanos. Furgonetas, vehículos, autocares, camiones e incluso motocicletas transformadas ofrecen transporte de pago. Los sistemas de autocares interurbanos son la forma estándar de transporte personal. El gobierno gestiona un servicio de autobuses (la SNTV) y una multitud de autobuses, «taxis de monte» (taxi brousse), pequeñas furgonetas y camiones semiconvertidos transportan pasajeros y mercancías. Los servicios se programan a veces desde las «Gares routières» (estaciones de carretera) de cada ciudad, pero con más frecuencia son ad hoc: los vehículos circulan entre ciudades, recogen en las estaciones o en cualquier punto de la ruta y parten sólo cuando están llenos.

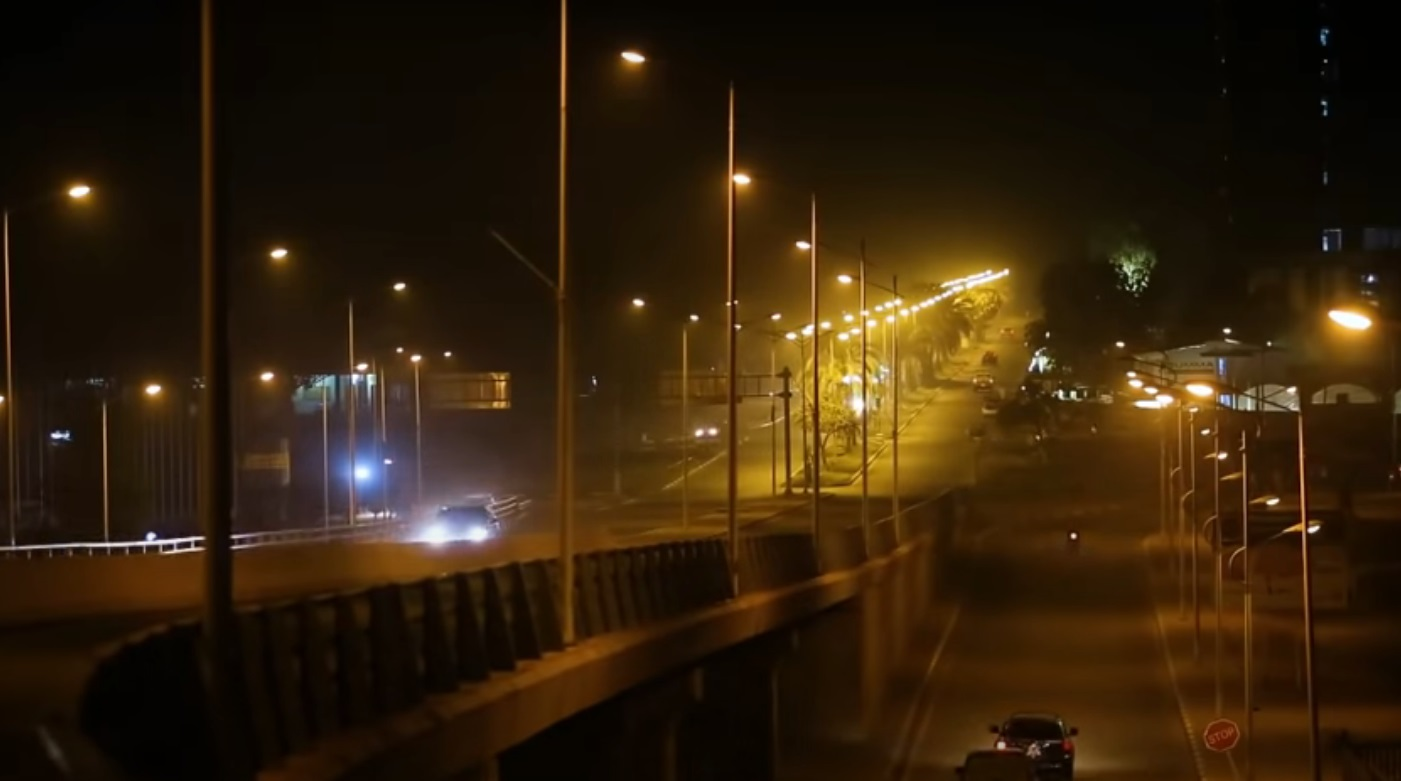
Una carretera de Niamey durante la noche

Los animales que tiran de los vagones y las caravanas de camellos cargados siguen siendo habituales en las carreteras nigerinas.
Según estimaciones del gobierno estadounidense, en 2007 había 27 aeropuertos y/o pistas de aterrizaje en Níger de los cuales nueve (9) tenían pistas pavimentadas y 18 sin pavimentar. Los códigos OACI de Níger llevan el prefijo «DR».
El río Níger es navegable 300 km desde Niamey hasta Gaya, en la frontera con Benín, desde mediados de diciembre hasta marzo. A partir de entonces, una serie de cataratas y rápidos hacen que el Níger sea innavegable en todas las estaciones. En los tramos navegables, los bajíos impiden en muchas zonas la navegación de todas las canoas africanas, salvo las de pequeño calado (Pirogues y Pinnases). Hay cuatro puentes principales sobre el Níger, tres en Niamey (el puente Kennedy, el puente Seyni Kountche y el puente de la amistad Níger-China) y el cuarto en Bac Farie: además, el puente del río Níger en Gaya cruza a Benín.

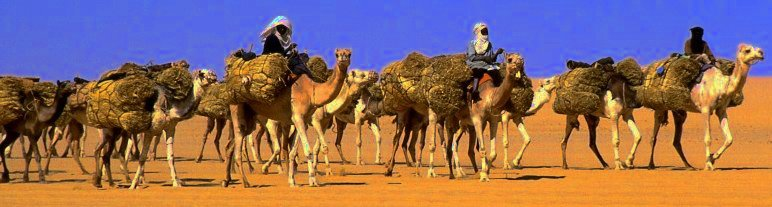
Caravana de camellos de Carga en el desierto en Níger

Níger es usuario de las líneas ferroviarias de Benín y Togo, que transportan mercancías desde los puertos marítimos hasta la frontera nigerina. Durante el periodo colonial se propusieron líneas ferroviarias a Niamey y otros puntos de Níger, y se sigue debatiendo sobre ellas. En 2012, se propuso un sistema ferroviario multinacional para conectar Benín, Níger, Burkina Faso y Costa de Marfil.

## Cultura

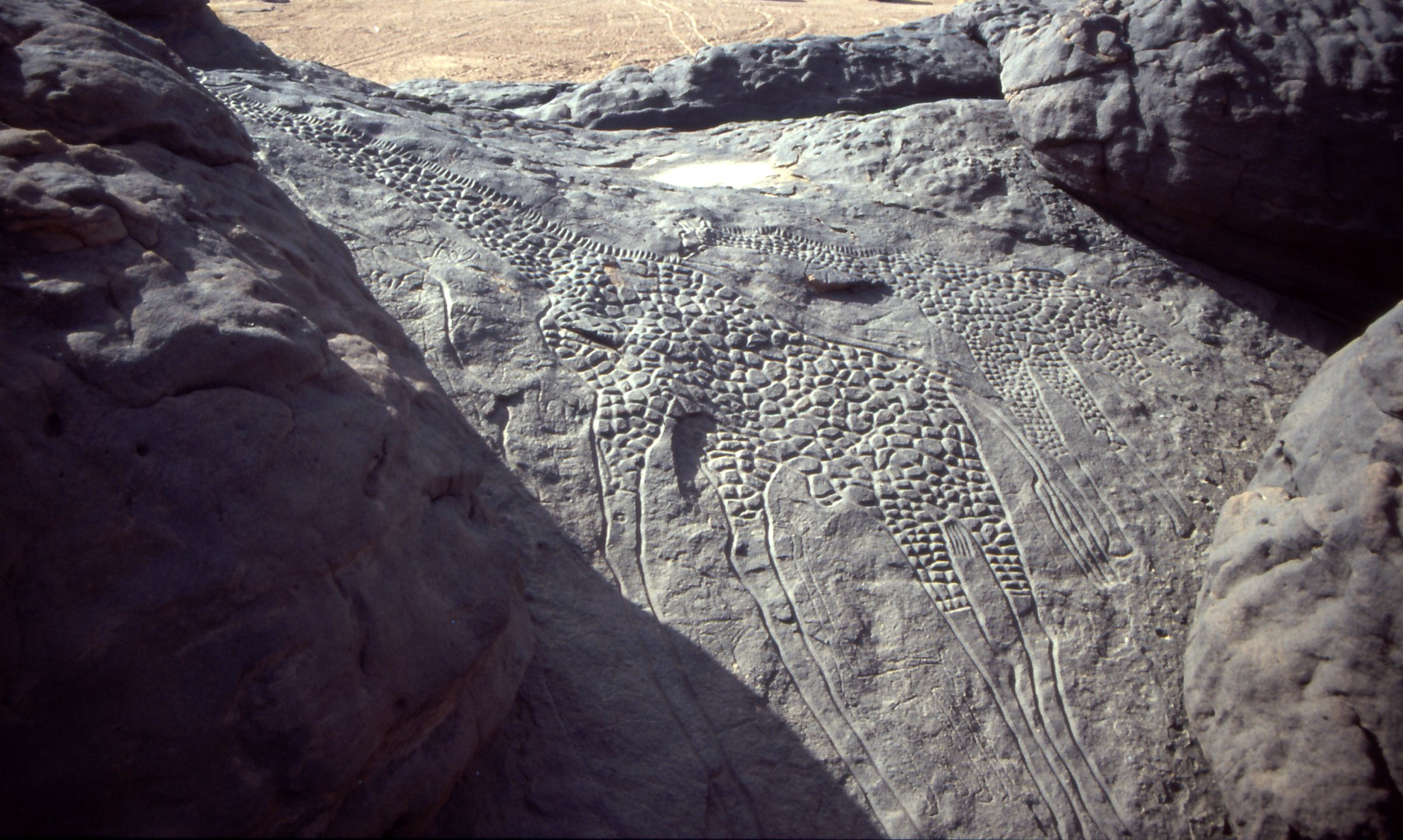
Las Jirafas de Dabous petroglifos que datan del periodo neolítico en Níger

Níger constituye un verdadero mosaico de grupos étnicos, costumbres y culturas muy distintas. Habitan el centro y sureste los hausas, con un alto índice de mestizaje. En las fronteras con Benín y Mali viven los songhay. Los tuaregs ocupan el Macizo de Air. En las llanuras entre Tibesti y Chad moran los tubu, mientras que los peul habitan en las regiones meridionales. Todas estas etnias sobreviven en uno de los territorios más pobres del continente africano. La esperanza de vida de los nigerinos ronda los 46 años, la mortalidad infantil es muy elevada y únicamente 15 habitantes de cada 100 están alfabetizados.
Esta sociedad multiétnica se distribuye entre nómadas y sedentarios, está fuertemente influenciada por el comercio como forma de vida. Para los viajeros de las caravanas, el ayuno durante el Ramadán está perdonado. Las costumbres no obedecen solo a la religión sino a una manera de vivir que les permite enfrentar condiciones adversas determinadas por el clima y la geografía, pero empeoradas por las fluctuaciones de su economía y la pobreza.

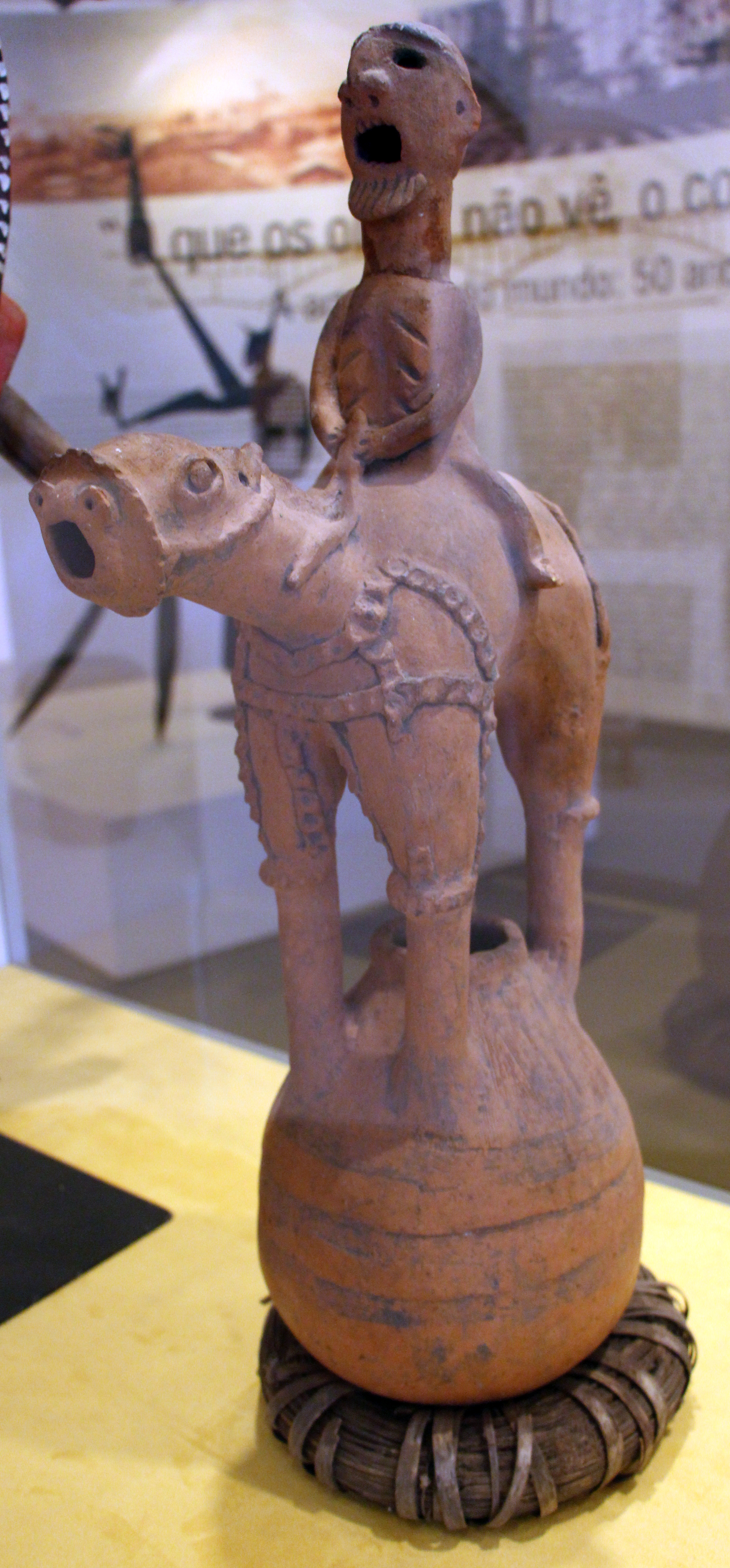
Figura de Terracota de Níger que data del que representa a un caballo

### Arqueología
Níger es rico en restos paleontológicos y arqueológicos,algunos de ellos notables. Hay varios cementerios de dinosaurios diseminados por el desierto, incluido un yacimiento cerca del acantilado de Tiguidit, al sur de Agadez. Se han descubierto numerosos esqueletos y fósiles de animales. El museo nacional Boubou-Hama de Niamey cuenta con un pabellón dedicado a este tema.
El macizo del Aïr (norte del país) y el desierto del Teneré albergan numerosos grabados rupestres, como las jirafas de Dabous. En el desierto, no es raro encontrar yacimientos cubiertos de puntas de flecha de sílex. Las poblaciones nómadas locales (principalmente tuaregs) pueden intentar venderlas a los turistas. La legislación es clara. Para evitar el tráfico, está terminantemente prohibido sacar estos objetos del país.
En el suroeste del país, cerca del pueblo de Bura, los arqueólogos han desenterrado algunas esculturas de terracota. Descubierto en 1983, el yacimiento ha sido incluido por el Consejo Internacional de Museos (ICOM) en la lista roja de restos arqueológicos amenazados de saqueo.
Los líticos son herramientas de piedra fabricadas con diversos tipos de roca en el Gobero, la más interesante de las cuales es una roca ígnea (previamente fundida) de color verde y a veces tostado llamada felsita. En 2006, un equipo hallo antiguas canteras de este tipo de roca a unos 160 km de distancia, en el extremo oriental de las tierras altas de Aïr. Allí se fabricaron algunas herramientas y se transportaron cantos rodados de esta roca madre a Gobero para fabricar herramientas in situ. El tipo de herramienta más interesante de Gobero es el «disco ténere», una hoja circular o subcircular muy fina de función desconocida que sólo se encuentra en el Sáhara central.
En Gobero son frecuentes los arpones de púas hechos de hueso, algunos de los cuales se han encontrado clavados en los sedimentos del fondo del lago, ahora seco, donde se alojaron tras perderse una presa hace muchos miles de años. Fabricados con huesos de cocodrilo y mamífero, los arpones se ennegrecen tras siglos bajo el agua.
En Gobero se encontraron adornos o joyas de hueso y de varios tipos de rocas. La joya más espectacular es un collar, que se encontró en el lugar de enterramiento de una anciana, compuesto de cuentas de piedra y cáscara de huevo de avestruz con un colgante central tallado de marfil de hipopótamo. Otras joyas están hechas de una roca azul especial llamada amazonita que fue traída de raros afloramientos en las tierras altas de Aïr.

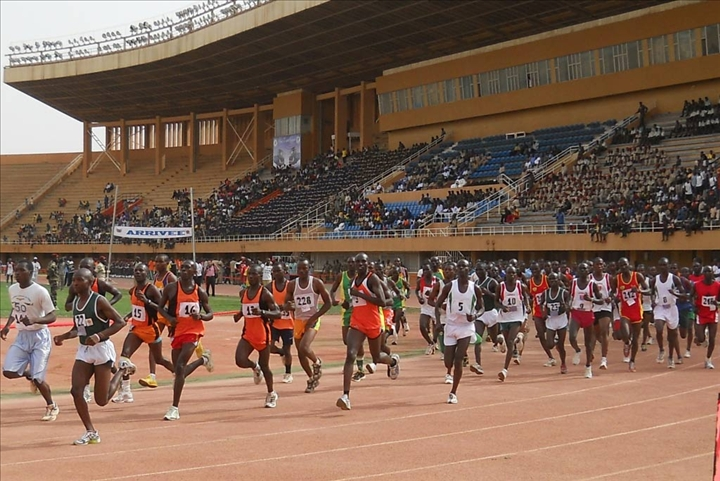
Carrera en el Estadio General Seyni Kountché de Niamey

## Deportes
La selección de fútbol de Níger es el equipo que representa al país en las competiciones oficiales internacionales. Su organización está a cargo de la Federación Nigerina de Fútbol, perteneciente a la Confederación Africana de Fútbol. No ha participado en la Copa Mundial de Fútbol ni en esa disciplina de los Juegos Olímpicos, pero logró clasificarse en las últimas dos ediciones de la Copa Africana de Naciones.
La selección juega sus partidos en el estadio Seyni Kountché en Niamey, con capacidad para 35.000 espectadores, nombrado así en recuerdo de Seyni Kountché. También disputan en sus canchas encuentros de liga los equipos Sahel SC, Olympic FC de Niamey, Zumunta AC y JS du Ténéré.

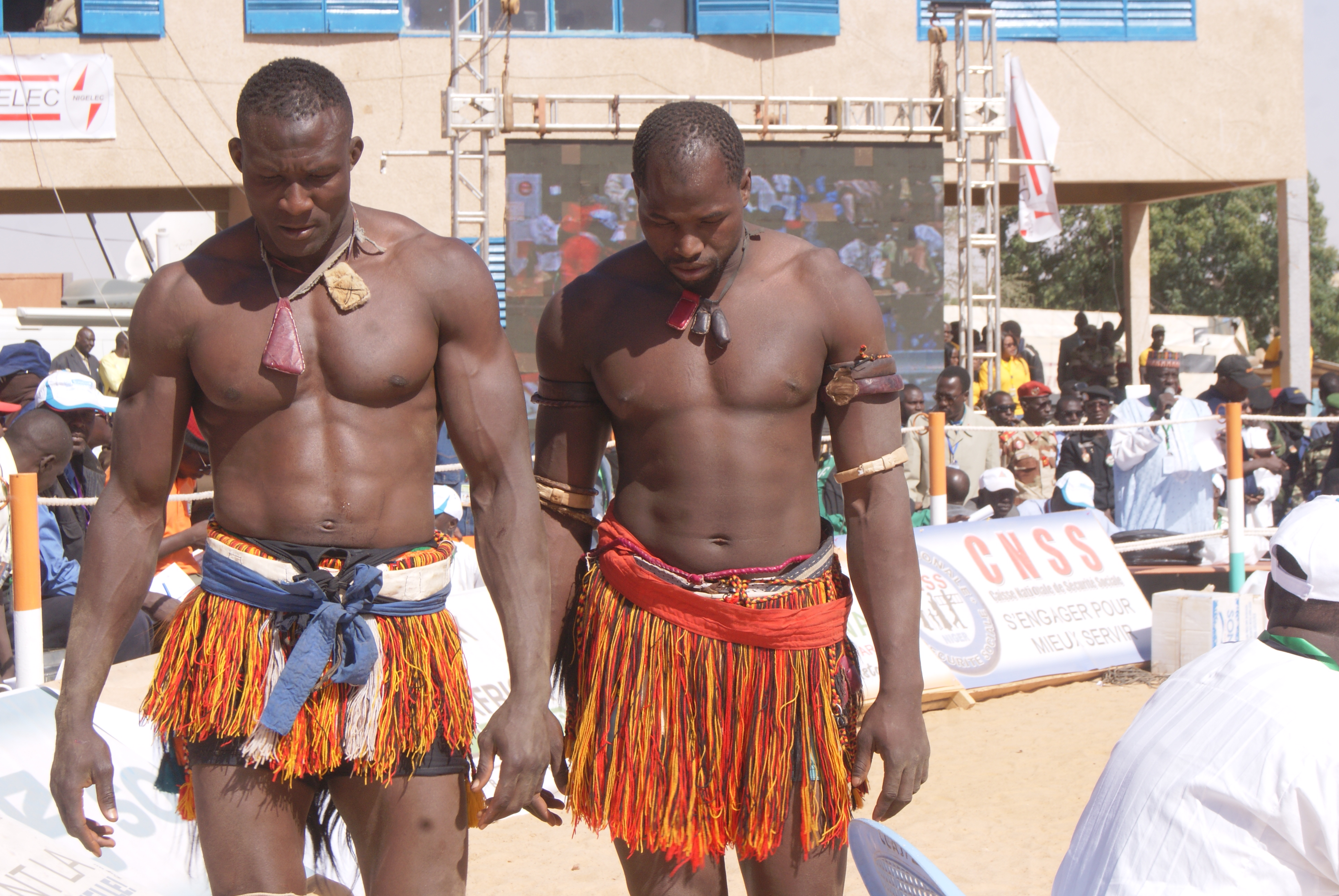
Yahaya Kaka y Issaka Issaka, 2 luchadores de Níger

### Juegos Olímpicos
En los Juegos Olímpicos Níger está representado por el Comité Olímpico de Níger. En Múnich 1972 el boxeador Issaka Dabore logró la presea de bronce en la categoría peso wélter.
 Selección de fútbol de Níger